# 東海ラジオ ガッツナイター
『東海ラジオ ガッツナイター』（とうかいラジオ ガッツナイター）は、東海ラジオ放送（SF）が放送しているプロ野球中継番組で、中日ドラゴンズ戦を中心に全試合放送している。
基本として単独番組として編成されているが、2019年から2022年までは、火 - 金曜日のナイトゲーム中継を『ドラゴンズステーション』（SFの自社制作による生ワイド番組シリーズ）に内包していた。

## 概要・略歴
- 1955年（昭和30年）、東海ラジオ放送の前身の一つで、当時の三重県域局だったラジオ三重（後の近畿東海放送）で、中日戦を中心としたプロ野球中継がスタートする。当時この地方では珍しい野球中継であった事から、三重県域局ではあったものの、愛知県などにも多くリスナーが存在していた（中日スタヂアムなど）。また、もう一方の前身・岐阜県域局だった岐阜放送（後のラジオ東海）[注釈 1]も同様に、中日戦の野球中継を行なっていた[注釈 2]。
- 東海ラジオ放送としてのプロ野球中継は、ラジオ三重とラジオ東海が合併し同局が開局した1960年（昭和35年）から始まった。当時は中日戦を中心に火・水・木・日（薄暮試合とナイトゲーム）の週4試合を放送する。翌1961年（昭和36年 - 1964年（昭和39年）まではネットワークの関係で、年にもよるが週3 - 5試合程度の放送となる。1966年（昭和41年）からは前年にNRNに加盟した事により、週に放送する試合数が安定したほか、当時全国では珍しいビジター戦にリポーターを派遣する方式を導入[注釈 3]、後に全国の放送局で導入される事となった。1971年（昭和46年）には、「ダッシュ!東海GO!GO!ナイター」のタイトルによる週7試合放送となった。翌1972年（昭和47年）には週6試合放送という現在の形となる。
- 1973年（昭和48年）に「東海ラジオ ショーナイター」に改題。ショーナイター初年度の1973年には、実況アナウンサー・解説者による放送ではなく、コロムビア・トップ・南利明といったタレントをメインに据え、解説者やアナウンサーはメイン出演者を手助けするサブ出演の形をとるという、一風変わったスタイルで放送していた。なお、東海ラジオ発の試合がNRN系列局で放送される場合は、ショーナイターとは別にNRN系列局向けの裏送りバージョンを制作することで対応していた[1]。
  - 一例を挙げると一龍斎貞正（後の5代目一龍斎貞花、講談師）がスターティング・メンバーを紹介した際には選手ごとの年俸も紹介するなど、実況を務めるタレントそれぞれの特色を活かすこともあり、当時の野球中継にしては珍しい放送スタイルが週刊誌で取り上げられるなど全国的に話題になった。しかし、リスナーからは「アナウンサーと比べて、試合の進行状況やカウントがわかりづらい」といった苦情も少なからずあり、コロムビア・トップが実況した際にはホームランのシーンで言葉が詰まり、咄嗟に『相馬盆唄』を歌ってやり過ごしたという逸話もあるなど、土居まさるのようなスポーツアナウンサー出身者を別とすればタレントの実況では無理があったこと、さらに前述の裏送りネットの問題などもあり、翌1974年からはタイトルはそのままで、解説者とアナウンサーがメインの放送スタイルに戻した[2]（ただし、タレントによる実況中継は1974年度も頻度を減らして実施した）。
- 1975年より現在のタイトルへ改題。以降中日の試合を中心にデーゲームなども含めて放送。ただし2004年度・30周年に当たる2005年度は『東海ラジオ ドラゴンズ・ガッツナイター』と称していた。
  - 番組名の由来は、1974年（昭和49年）に中日監督としてセントラル・リーグ優勝を果たした与那嶺要の口癖「野球はガッツよ!」から拝借したことによる。
- 1988年3月4日午前3時（日本時間）には、当時の中日2次キャンプ地だったベロビーチにある、ドジャースタウン・ホルマン球場で行われた『中日vsドジャース』のオープン戦を犬飼俊久の実況により中継した[注釈 4]。
- 東海ラジオが2019年（平成31年／令和元年）シーズンに中日ドラゴンズとの間でオフィシャルスポンサー契約を初めて締結したことから、同年の4月改編で平日の夕方 - 夜間に『大澤広樹のドラゴンズステーション』（自社制作の生ワイド番組）を開始することに伴って、火 - 金曜日の中継については、「東海ラジオ ガッツナイター」のタイトルを冠したまま同番組に内包[3]。また、同番組への内包分・他局の制作分を含めて、中継のタイトルを、「ドラステ」の放送がない土日曜も含め、コーナー内包元番組から大澤の冠を外した『ドラゴンズステーション　東海ラジオガッツナイター』に統一した。なお、中日ドラゴンズのオフィシャルスポンサー契約については、2020年（令和2年）・2021年（令和3年）シーズンにも更新されている。
  - 『大澤広樹のドラゴンズステーション』はナイターオフ期間にも放送されたが、12月から森貴俊が金曜日のメインパーソナリティを務めた末に、12月31日放送分で大澤がパーソナリティを完全に降板。翌2020年（令和2年）の1 - 3月には、大澤が最後に担当していた月 - 木曜分のパーソナリティも森が引き継いだ関係で、『森貴俊のドラゴンズステーション』というタイトルで放送を続けていた。
- 2020年の4月改編では、『ドラゴンズステーション』のメインパーソナリティを井田勝也（月曜日）と村上和宏（火 - 金曜日）で分担。スポーツアナウンサーでもある村上の担当曜日に「東海ラジオ ガッツナイター」を内包する場合には、前年と同じ対応に加えて、ナゴヤドームでの中日ナイトゲーム開催日にデラスキッパーズを場外中継のリポーターとして派遣することを予定していた。ただし実際には、年頭から日本国内で新型コロナウイルスへの感染が広がっている影響でレギュラーシーズンの開幕が当初予定の3月20日から6月19日（いずれも金曜日）に延期されたため、開幕まではナイターオフ期間に準じた編成・内容で放送していた。
  - この年は以上の事情から、レギュラーシーズンの試合数を、前年の143試合から120試合に削減。例年当番組で中継しているセ・パ交流戦、7月20日（月曜日・海の日）にナゴヤドームで第2戦を開催する予定だったオールスターゲーム、フレッシュオールスターゲーム、セ・リーグのクライマックスシリーズの中止も決まっていた。さらに、NPBがレギュラーシーズンの開幕日再設定に伴って6月2日 - 14日に一・二軍の練習試合を組んだことを受けて、当番組では12日（金曜日）- 14日（日曜日）の中日対DeNA3連戦（ナゴヤドームでの一軍練習試合、12日はナイトゲーム、13・14日はデーゲームとして開催）を中継した[4]。
  - 例年は10月下旬から始まる日本シリーズの開幕日も11月21日（土曜日）に設定されたが、当番組ではレギュラーシーズン前からの方針に沿って、中日のシーズン最終戦（11月11日の対広島戦＝マツダスタジアム）まで中継の放送を続けた。ただし、ナイターオフ編成を例年と同じ時期に開始することに伴って、9月28日（月曜日）から『ドラゴンズステーション』のパーソナリティを交代。月曜放送分に山浦ひさしを起用したほか、火 - 金曜放送分に大澤が復帰した[5]。
- 2021年には、氣志團を「ガッツナイター応援団」に起用。氣志團とのコラボレーション企画を随時実施するほか、中継および関連番組のテーマソングを、氣志團の書き下ろしによる「ヘイ!ブラザー」に統一していた[6]。
- 2022年には、テーマソングを「S.T.U.D」（メンバー全員が愛知県の出身者である緑黄色社会の書き下ろし曲）に変更した一方で、『ドラゴンズステーション』をレギュラーシーズン終盤の9月23日（金曜日・秋分の日）放送分で終了。同月26日（月曜日）以降のナイターオフ編成では、「『ドラゴンズステーション』のブラッシュアップ版」という『Live Dragons!』で中日関連の情報を取り扱っている。
- 東海ラジオでは、中日とのオフィシャル・ゴールドスポンサー契約を同年度の上半期に更新した[7]ため、2023年度も中日の公式戦をはじめプロ野球中継のレギュラー放送を継続。同局では2022年度のナイターオフ編成で自社制作番組（主に『ドラゴンズステーション』のような平日の生ワイド番組）の大半を入れ替えたが、2023年度は「ドラゴンズステーション」の旗印を下ろさず、『ガッツナイター』というタイトルも引き続き使用する。その一方で、テーマソングを「ワンダーラスト」（GENERATIONS from EXILE TRIBE）、ナイトゲーム中継の開始時刻を17:57から17:56に変更[8]。『Live Dragons!』についても、平日全曜日での通年放送へ移行するとともに、火 - 金曜放送分をナイトゲーム中継の前座番組として編成することになった。
- 2024年は『ガッツナイター』放送開始50周年を記念し、特定日の中継を『50thガッツナイターClassicDay』と称して、過去に同番組で実況を担当していた犬飼俊久（80歳・フリー）、北山靖（62歳・東海ラジオ嘱託契約アナウンサー）、亀関開（77歳・フリー）のOBアナウンサーが3回まで実況を担当（4回以降は自局の現役スポーツアナウンサーがリレー実況）し、解説者も過去に出演経験のある鈴木孝政、宇野勝、平野謙がゲスト解説として出演した（この他、酒井弘明（69歳・フリー）と上川誠二の出演予定もあったが、後述のように該当試合が台風の影響で中止となり取りやめとなった）[9][10]。

### その他
- 平日の生ワイド番組に、中日の情報コーナーを編成。東海ラジオのスポーツアナウンサーが持ち回りで担当している。2018年度までは、平日午後の生ワイド番組（『宮地佑紀生の聞いてみや〜ち』→『FINE DAYS!』→『はーさん! ねねの! すんどめ!』）内の15時台前半に、以下の内容で「ドラゴンズ情報」を放送していた。
  - ナイターシーズン：中日のチーム内の動き等をリポート（その際の担当はナゴヤドームで試合がある場合は場内でスタメン発表を担当するアナウンサーが担当する（実際はもう一人、その日のガッツナイターの中継内でドラゴンズ情報を担当するアナウンサーがいる）及びガッツナイターの中継カード・解説・実況アナウンサー紹介。
  - シーズンオフ：キャンプ地やナゴヤ球場からドラゴンズの動き等のリポート、関連番組の放送告知。解説者が一週間出演することもある。
  - 2007年4月の番組編成により、15時頃から毎日番組内で、中日の情報をリポートすることになった。
  - 2006年度までは、朝の情報番組に設けられたコーナーでも中日に関するリポートが流れていた。
  - 中日球団とのオフィシャルスポンサー契約を背景に、全局を挙げて「ドラゴンズステーション」を標榜した2019・2020年度には、前述した「ドラゴンズ情報」を「ドラヂカラ」と改題したうえで『山浦!深谷!イチヂカラ!』（2020年4月から『山浦ひさし!イチヂカラ!』へ改題した後に同年9月で終了）に内包。平日には、以下の生ワイド番組でも、同種のコーナーを組み込んでいる。
    - 8:11頃 - 8:18頃「朝イチドラゴンズ」（『小島一宏　モーニングッド!』に内包）
    - 10：25頃 - 10：30頃「ドラ番!ムラカミスポーツ」（スポーツアナウンサー・村上和宏の冠コーナーとして『タクマ・神野のどーゆーふー』に内包）
      - オフィシャルスポンサー契約を更新した2020年度のナイターイン期間には、村上が『ドラゴンズステーション』火 - 金曜日のパーソナリティに起用されたため、村上に代わって中日スポーツの「ドラ番」（中日担当記者）が出演。タイトルも『ドラ番!聴く中スポ』に変更された。

    - 12：20頃 - 12：27頃「ドラカフェ」（『源石和輝　ひるカフェ』に内包）
      - 2020年度の10月改編では、『山浦ひさし!イチヂカラ!』『源石和輝　ひるカフェ』が終了したほか、『ドラゴンズステーション』の放送開始時刻が17:15に繰り下げられた。このため、『ドラゴンズステーション』の16時台で放送していたドラゴンズ関連の企画を、「ドラの抽斗!」と改題したうえで『源石和輝! 抽斗!』（9月28日から15:00 - 17:00で生放送）の16時台で継続。その一方で、平日12:25 - 15:00の生ワイド番組として再スタートを切った『OH! MY CHANNEL!』（2020年度のナイターイン編成では土曜日の11時台に生放送）では、ドラゴンズ関連の情報・企画コーナーをレギュラーで編成しない[5]。

    - 東海ラジオは中日球団とのオフィシャルスポンサー契約を2023年度も継続するが、2022年のナイターイン期間までドラゴンズ関連の情報・企画をレギュラーで放送していた生ワイド番組（『小島一宏　モーニングッド!』『タクマ・神野のどーゆーふー』『源石和輝! 抽斗!』）を同年9月で一斉に終了させる方針を打ち出した。2022年度のナイターオフ編成からは『Live Dragons!』でドラゴンズ関連の情報を扱っていて、2023年度からはナイターイン期間中にもナイトゲーム中継の前座番組として放送される（詳細前述）。
- 1986年からは、「ガッツナイター感謝の夕べ」と題する名古屋市内のホテルで今年の中日の選手の中で最も活躍した選手などを表彰したりする催しが行われる。なおこの話題は、SFのオフ番組でリポートされたり、翌朝の中日スポーツにこの話題の記事が載る。
- 番組内では過去にFAX・メールで随時応援メッセージを募集していた（中日戦中継時のみ）。なおリスナープレゼントとしては、年度ごとによって異なるが、主にクイズを出題したり、ホームランが出るごとにプレゼントを抽選でプレゼントするという企画もあったほか、1973年には電話で参加する『100万円クイズ』を実施し全国的に話題になった[注釈 5]。
- 他球場の速報情報を伝える場合は、NRN系列なので、共通のチャイムを流した後で放送する（2007年からのスポーツニュースの情報は、中日戦自社制作時に限り、イニング間に登場するベースボールデスクの担当となった）[注釈 6]。なお、このチャイムは実況アナウンサーが自分でボタン操作を行う[注釈 7]。
- リーグ優勝が近づくと、通常のタイトルコールと異なるバージョンが登場し、優勝ムードを盛り上げる。
- 2006年リーグ優勝時には、リスナーからのお祝いメッセージを専用の電話回線を用意し募集、その中からいくつかを自社制作のワイド番組内で放送した。
- SFで1974年から放送してきたガッツナイターの実況名場面を集めた"ガッツナイター名場面集"をCommuf@Radioで公開していた。基本的にホームゲーム（ナゴヤ球場→ナゴヤドーム）でSF制作のものが中心となるが、ビジター球場からの中継や2006年の優勝決定の試合が東京ドームでLF制作（実況：師岡正雄）のものなど、一部の例外がある。
- 1981年からシーズンオフに「ドラゴンズカーニバルファン感謝デー」題するファンと選手のふれあうイベントを企画・運営していたが、ラジオ業界全体の縮小に伴う影響等により、2003年を最後に主催を球団に返上している。
- ガッツナイター独自のキャラクターとして、ガッツ君が2004年ごろから登場した。
  - ガッツ君は、野球ボールからヘッドホンから伸びる手とヘッドマイクが目印。シーズン中のホームページ・新聞広告で徐々に使用されている。
- ナイター中継が早く終了した場合に限り、名古屋グランパスのホーム戦のナイトゲーム(東海ラジオ ワイルドサッカー)を生中継することがある。
- 1974年のショーナイター時代より試合の中で活躍した中日の選手に、「殊勲賞」・「敢闘賞」の各賞がガッツナイター及びガッツナイタースペシャル提供スポンサーから送られている。この制度はナゴヤドーム試合時のみ適用（ナゴヤドームでは、試合開始前及び試合終了後の場内アナウンスにより、スポンサーを読み上げた上で、紹介されている）。
- 2007年・2008年はシーズン前半途中（5月〜6月上旬頃）から、東海ラジオホームページのトップページにドラゴンズ応援プロジェクト「ラジオをもってドームへ行こう!」というメッセージテーマのバナーが登場し、リスナーからの応援メッセージが紹介されているほか、ガッツナイターでもCMから中継へと移る際を中心に、野球観戦へラジオを持っていくと便利だということをアピールする複数のパターンのメッセージが不定期で放送されている。
- 2007年以前、平日試合延長で、21:50までに終了しない場合、直後に放送されていたSTOP THE SMAPを休止した。
- かつて、国鉄（JR東海）名古屋駅の屋上部分に設置されていた電光掲示板にて「中日新聞ニュース（電光ニュース）」が流れていた時期、ドラゴンズ戦を中心としたナイトゲームの途中経過を、「東海ラジオガッツナイター速報」のタイトルで適宜流していた。
- 中継中基本的に時報は流れないが、代替番組では時報CMなしで時報音のみ流れる。
- ビジター戦に関しては、聴取率調査週間（2008年までは一般には「聞いて元気週間」と呼ばれていた）は自社制作、それ以外は系列局の裏送り制作となることが多い。基本的にはリーグ優勝が決定するまで放送するが、2007年・2011年・2013年のように優勝決定後も放送した年もある（最大延長時間の設定あり）。
- キャッチフレーズは「実況入魂!」[注釈 8]。
- 2019年から、当番組と『テレビ愛知 10チャンベースボール』（テレビ愛知）[注釈 9]で中日のホームゲームを同時に中継する場合には、村上が「ドラゴンズステーション 東海ラジオアナウンサー」という肩書で両番組のベンチリポートを担当。2020年からは森貴俊、2021年からは北山靖も担当に加わっている。

## 東海ラジオ ガッツナイタースペシャル/ドラゴンズスペシャル
- 2023年度まで、土・日曜の試合は「東海ラジオ ガッツナイタースペシャル」、平日のデーゲームおよび月曜日ナイターの場合は「東海ラジオ ドラゴンズスペシャル」として放送していた（2006年10月9日までデーゲーム中継も全て「東海ラジオ ドラゴンズスペシャル」として放送、2006年10月10日から2009年度まではデーゲーム中継は全て「東海ラジオ ガッツナイタースペシャル」だった。また、2010年度は土・日のデーゲームのみ「東海ラジオ ガッツナイタースペシャル」だった）。なお、春の改編での定時番組以外で中継する場合（オープン戦など）にも『ガッツナイタースペシャル』『ドラゴンズスペシャル』の名称を使用する場合がある。
  - ただし、デーゲームが延長した場合、2009年度まではナイター前座番組ガッツナイター最前線を中継に充て、さらに延長した場合は、「東海ラジオガッツナイター」の時間で試合終了まで放送し、あらためて中日戦以外のナイター中継を「ガッツナイター」のタイトルで試合途中から放送していたが、2010年度からは、後述するように土日にデーゲーム中継枠がレギュラー化されたことに伴い、デーゲーム（又は薄暮ゲーム）の延長が行われた場合、試合終了後に一旦区切りのいいところで中継を終了し、ガッツナイター最前線で試合を振り返るというパターンに統一された。2010年度は土曜日のみデーゲーム・ナイター双方をレギュラー枠として並存させていたが、中日戦デーゲームがあった場合は『ガッツナイタースペシャル→ガッツナイター最前線』の放送を経て、土曜ナイター中継に入る形となっていた。
  - 2016年3月26日・27日の「阪神対中日」は『ドラヂカラスペシャル』として放送した。
- 2010年4月の改編では、2010年の土曜・日曜に中日が主催する試合を原則デーゲームにて実施することが決定されたことを受け、特番扱いから土曜日・日曜日の14時以降の正式なレギュラー番組扱い（2009年度までの同時間のワイド番組は放送打切とし、野球中継がない週のみ雨傘番組が放送される）に昇格させる改編を断行した。2010年度は土曜日は昼枠「ガッツナイタースペシャル」があった場合も夜枠「ガッツナイター」を放送（NRNナイターをネット受けするが、延長放送は無い）していた。日曜日は昼枠「ガッツナイタースペシャル」と夜枠「ガッツナイター」のどちらかのみの放送（中日の試合予定がない日曜日は夜枠の方でNRNナイターを9回終了までネット受け）とし、夜枠放送時は18-20時台の通常番組を休止または昼枠に移動させて対応する。また、「巨人対中日」（巨人主催）がNRN側の都合で放送することができない場合（特にデーゲームでLFが制作をしない場合で、この場合でもLF・QRは裏送りを行わない。裏局であるCBCラジオはTBSラジオから裏送り、ないしはスペシャルウィーク期間に同時放送する場合もある）には、週によるが、デーゲームである場合はMBS（土曜）・ABC（日曜）制作の阪神主催試合、RCC制作の広島主催試合、KBC制作のソフトバンク主催試合を、ナイターがある場合は当日のNRNナイターの全国放送指定カードを当てる場合がある（ナイターの開催日であっても、競艇中継がある場合にはそちらのネットを優先し、野球中継は他球場デーゲームのネットとする場合がある）。
- 2011年4月の編成では、土曜日のタイムテーブル上は午後3時 - 6時が「ガッツナイタースペシャル」、午後6時 - 午後9時までがワイド番組（「山浦・深谷の年リク!!」）に割り当て、ビジターゲーム等で中日がナイターになった場合や、中日戦の中継ができない場合[注釈 10]に限り「ガッツナイタースペシャル」としてナイター中継を行い、ブランクとなったデーゲーム枠に「山浦・深谷の年リク!」を移動させる体制となり[注釈 11]、日曜同様にタイムテーブル上はデーゲーム中継を基本とした。よって、この年から昼夜で2つの野球中継を放送する番組編成はなくなり、日曜の中継も試合時間に関係なく「ガッツナイタースペシャル」のタイトルとなった。2012年以降も同様の方針となっているが、ナゴヤドームのデーゲームが14時開始となったため、デーゲーム枠は14時から17時になった。2015年は土曜のデーゲームが原則15時開始になったが、タイムテーブル上の基本枠は前年までと同様14時から17時であり、15時開始の場合はタイムテーブル上17時開始である「井田勝也の年リク!!」を14時開始に繰り上げた上で、同番組への内包形式とする。2017年度は土曜のデーゲームが原則14時開始に戻り、内包形式の放送は原則行われなくなった。
- デーゲーム、ナイターともに基本枠と異なる時間に試合開始する場合、前後の番組の短縮・移動などで試合開始定刻から3時間の枠を確保する。
- また、ナイターオフ編成において中継（消化試合、クライマックスシリーズ、日本シリーズ）を行う場合は、開催時間・曜日に関係なく、「ガッツナイタースペシャル」として放送している。
- 2016年度までの土・日の中継は時報→オープニング（ジングル・提供読み）→CM→試合中継という流れのため、試合開始から中継を始めることができなかった。その場合、ネット局がある場合には試合開始から3分程度は裏送りとなる。ただしシーズン開幕戦などごく一部の中継では時報→ジングル→1回表中継→提供読み→CMという流れになる場合があった。
- 2022年4月9日および10日は本来であれば、QRからの裏送りによる「DeNA対中日戦」（横浜スタジアム）が放送される予定だったが、DeNA所属選手に新型コロナウイルス感染者が続出し4月8日を含む3連戦が開催延期となったため、急遽「阪神対広島戦」（甲子園球場）を9日はMBSラジオ、10日はABCラジオからそれぞれネット受けを行った[注釈 12][注釈 13]。
- 2023年のセントラル・リーグクライマックスシリーズ（1stステージ・広島対DeNA戦〈中国放送制作〉、ファイナル・阪神対広島〈MBSラジオ制作〉）は、いづれも必ず試合が行われる1stの第1・2戦と、ファイナルの第1-3戦のみ放送し、それ以後は放送しない予定だった。なお金曜日に行われたファイナル第3戦は通常はABCラジオ制作受けになるが、CSの特例でMBSラジオ制作受けを行った。
- 2024年シーズンから番組タイトルの再整理が行われ、「ガッツナイタースペシャル」として放送されていた土・日曜のレギュラーシーズン中の中継全般を、開催時間にかかわらず「東海ラジオ ガッツナイター」として、「ドラゴンズスペシャル」として放送されていた平日デーゲームおよび月曜ナイターを「東海ラジオ ガッツナイタースペシャル」として放送する形に変更された。

## 放送時間
- あくまで原則。一部2023年のみの対応を含む。

### ナイター本編
- ナイターは17:56 - 21:00、デーゲームは13:55 - 17:00（2017年度以降）が定時。中日戦についてはデーゲームを含め、試合終了まで放送する。中日戦以外は、平日・土日共に9回の攻防までで、延長戦は定時以降放送しない。また2020年の日曜は22:00以降は9回の攻防が終わってない場合でも放送しない。ただし中日が優勝争いに加わっている場合、中日の優勝マジック対象チームになっているなど優勝争いに直接影響する試合の場合は放送時間を延長する場合もある。オフシーズン編成期や月曜日の中継は中日戦の中継のみ行う。リーグ優勝チーム決定後も中継は行うものの、試合終了まで放送しない場合がある。
- 2010年からは日曜、2011年からは土曜のナイター枠のレギュラー放送が廃止されたが、前述のように中日戦がナイター、もしくは試合がないか放送権の都合でデーゲーム中継枠が休止された場合には、土曜・日曜もナイター中継が編成される（この場合でのナイター中継はNRNナイター指定カード[注釈 14]を山口放送（土曜のみ）、および関東以外に本拠地を置く球団の地元の局を含めた2-4局ネットで放送となる）。また全試合がデーゲームで、かつ「巨人対中日」の放送権の都合で中継できない場合でも、当日のNRNラインで中継することが可能なデーゲームを当てるが、大抵のパターンとしては、広島主催（RCC発）、または阪神主催（土曜日・MBS発、日曜日・ABC発[注釈 12]）を宛がう場合が多い。セ・リーグで中継できるカードがない場合はソフトバンク主催（KBC発）のほか、楽天主催（TBC発）もNRNナイター不参加局が絡まない場合[注釈 15]に限り宛がうことがある。

### 前座番組
- 前座番組は2018年まで「ガッツナイター最前線」（火曜 - 金曜 17:45 - 17:57。土・日曜はオープニングから直接中継を開始する）であった。ナイトゲーム中継を自社で制作する場合には、当日の実況アナウンサーによる進行で、リポーターによる直前情報や解説者の試合の見どころを放送。ビジター相手局が制作する中継を同時ネットか裏送りで放送する場合には、東海ラジオのスポーツアナウンサーから1名が本社のスタジオから出演。当該中継での中日側ベンチリポーターが電話で情報を伝えていたが、制作局の前座番組で放送されていた解説者のコメントなどを、時差ネット方式で放送することもあった。なお、スタジオ担当者は中継本編のスタジオ業務まで担当せず、中継のオープニングから夜勤担当のアナウンサーに交代していた。
- 火 - 金曜日のナイトゲーム中継が『ドラゴンズステーション』に内包されていた2019 - 2022年には、「ガッツナイターカウントダウン」のコーナーがこの役割を担っていた。
- 『ドラゴンズステーション』の終了に伴って、火 - 金曜日のナイトゲーム中継が単独番組に戻った2023年からは、2022年度のナイターオフ期間に放送されていた『Live Dragons!』（『ドラゴンズステーション』のブラッシュアップ版に当たる生ワイド番組）を（月曜日を含めた）平日の17時台（月曜日のみ17:15 - 18:00／他曜日は17:15 - 17:56）に編成。平松伴康（ジョイスタッフ所属のラジオパーソナリティ）を「DJ」として新たに起用するとともに、火 - 金曜日にナイトゲーム中継を放送する場合には、前座番組としての役割を担う[11]。

### 予定より早く終了する場合
- 平日の中継ならびに日曜デーゲームの中継が早く終わった場合は「ガッツナイターplus」を、平日は21:40、日曜デーゲーム時は17:00まで放送する。土日のナイター・薄暮開催試合の放送が早終了した場合の埋め合わせ番組として「ガッツナイターplus」を、土曜は23:00まで[注釈 16]、日曜は21:30まで放送する[注釈 17]。

### 延長の場合
基本的には生番組以外のスポンサー付き番組は繰り下げ（スライド）対応として、ノンスポンサーの番組から順次休止させる傾向にある。

#### 火 - 金曜
- 前述の通り、21:30までに終了した場合は「ガッツナイターplus」を21:40まで放送。終了が21:40以降となった場合は「ガッツナイターplus」は休止となり、21:40 - 22:00[注釈 18]の番組をスライドし、平日の生放送番組「オールナイトニッポン MUSIC10」（火 - 木曜）・「オールナイトニッポンGOLD」（金曜）は時間短縮（飛び乗り）して対応する。ただし、22:40を越えて延長した場合は、21:50 - 22:00の番組を順次休止としてどちらもCMのみの放送とする（しかし「1+1は2じゃないよ!」は必ず放送する）。23:45を越えて延長した場合は「レコメン!」（火 - 木曜）・「東海ラジオミッドナイトスペシャル〜金シャチ劇場〜」（金曜）の時間枠縮小もある。

#### 土・日曜デーゲーム
- 2023年度以降、土曜日は「ONE STYLE」、日曜日は「C.A.M.P.BASKET」を短縮して対応（いずれも17:00以降延長する場合）。ただし、土曜は20:00、日曜は19:00を越えて延長した場合はそれ以降の番組が繰り下げか短縮となる場合がある。
- 参考として、ナイター枠定時放送撤廃後の土曜デーゲームの最大延長試合は2013年6月15日放送のロッテ対中日戦（QR制作協力、SFは実況アナのみ派遣）で20:00 - 21:00まで「ジェームスのやるときはやるJ!」を120分遅れで放送した後、「年リク!!」枠のCMを21:00 - 21:05に処理し、なおかつ20:30 - 23:00の番組を35分遅れで放送し、23:35から「福山雅治のオールナイトニッポンサタデースペシャル・魂のラジオ」（以下、「魂のラジオ」と略す）に飛び乗ることで通常編成に復帰している。

#### 土曜ナイター
- 2023年度の場合、23:00までに終了した場合は「ガッツナイターplus」を短縮して対応。終了が23:00を超えた場合「ドラゴンズステーション」は休止となり、23時からの「ドットーレ山口のドキドキラジオ'84」を繰り下げ、「SixTONESのオールナイトニッポンサタデースペシャル」（以下、「サタデースペシャル」と略す）を時間短縮（飛び乗り）して対応する。翌0:20以降も延長した場合は「サタデースペシャル」は完全に休止となり、同番組内のスポンサーCMのみを「ドキドキラジオ'84」の後にまとめて放送のうえで、翌日1:00以降の番組が繰り下げもしくは休止となる（ただしこういった事例はよほどのことがない限り発生しない）。
- 2016年までは「松山千春のON THE RADIO」も通常枠で設定されていたため、21・22時台の3番組（時期によっては23時台前半の番組も）がまとめてスライド対応となっていた。
- 2016年の日本シリーズでは試合開始時間が通常より遅いことに配慮し、翌日1:30からの「アンジュルム 和田彩花のビジュルム」を予め休止し、「スパキン」を当該枠へ移動。本来「スパキン」を放送する時間帯も含めた22:30 - 23:30を「No idea!?」に充当、中継が22:00までに終了すれば「サタデースペシャル」をフル放送できるように配慮していたものの、実際には第1戦・第6戦とも試合終了は22:00を超え、結果的に「No idea!?」は休止され、「サタデースペシャル」も短縮された。
- 参考として、これまでで土曜ナイターの最大延長試合は2010年11月6日放送の日本シリーズ第6戦・中日対ロッテ戦（SF制作によるNRN全国中継）で翌0:09 - 2:39まで21:00 - 23:30の番組を189分遅れで放送した後、「サタデースペシャル」枠のスポンサーCMを2:39 - 2:55に処理し、なおかつ2:55 - 4:25まで通常1:00 - 2:30の番組を115分遅れで放送。その後、11月7日付に切り替わる午前5:00までの残り35分間は夜勤アナウンサーによる音楽とトークで繋いだ。（2:30以降の自主編成番組は全て休止。なお、土曜深夜は「走れ!歌謡曲」がかつて文化放送からのネットで編成されていたが、「走れ!歌謡曲」の平日深夜へ縮小に伴いSFは土曜深夜を自主編成番組にしている。現在はアニラジ番組の減少により、土曜深夜の自主編成番組はさらに増加傾向にある）
- 2022年度以降は「ONE STYLE」が17:00-20:00に放送されているが、18時以後のナイター当該日である場合は17:45までの短縮放送とし、一部のフロート番組は独立番組としてデーゲーム中継の時間帯へ移動させる。

#### 日曜ナイター
- 2023年度の場合、21:30までに終了した場合は「ガッツナイターplus」を短縮して対応。21:30を超えて延長した場合は、21:30 - 翌1:30までの全番組が一斉に繰り下げられ、翌1:30からの「佐田玲子の夢はまだ平気ですか」を休止。21:45を越えて延長した場合は翌1:45からの「TSUKEMENのTSUKEラジ!」も休止される。22:00以降も延長した場合、放送休止時間を短縮したうえで翌2:00からの「世の光 いきいきタイム」も繰り下げられるが、同番組の放送前に休止2番組分のCM処理時間が1分程度設けられる（編成上は前枠の番組に含まれる）。

#### 月曜デーゲーム
- 月曜日が祝日と重なった日にデーゲームが行われる場合で、17時以後に試合が続いていた場合は「ニュースパレード」は休止、「Live Dragons」は試合終了時間帯によって短縮、または休止。18時以後は一部のノースポンサー（PT）番組を休止する場合があるが、原則的には野球終了後にスライドで放送し、「オールナイトニッポンMUSIC10」を飛び乗り・短縮にする。

#### 月曜ナイター
- 2023年度の場合、終了が21:00以降となった場合は「並木良和の激しく幸せになる秘訣」を繰り下げ、21:30からの「寺坂頼我のSmile Smile!」を休止。21:10以降も延長した場合は、21:40 - 22:00の番組もスライドとし、「激しく幸せになる秘訣」に続けて放送する。以降の対応は火曜から金曜の対応に準ずる。

#### その他
- 番組の放送時間変更および休止により、次の定時番組までの余剰時間が発生した場合、夜勤アナウンサーによる音楽とトークを挿入する。明確な番組名は設定されないが、radiko番組表のタイトルは「クッション」と表記される。
- 平日のデーゲーム、月曜日のナイターが実施される場合、レギュラーワイド番組は時間短縮・休止され「ドラゴンズスペシャル」に差し替えられる（2009年度までは土日デーゲームにも同様の措置が採られた。上述のとおり2010年は「ガッツナイタースペシャル」が土日午後後半のレギュラー番組扱いとなっている）。ただし、2011年4月19日～21日の明治神宮野球場での東京ヤクルトスワローズ対中日のデーゲームは『宮地佑紀生の聞いてみや〜ち』を通常通り放送し、コーナー内で随時中継を挿入していくという手法が取られた[注釈 19]。
また、一部の録音制作番組は曜日・時間を変更して放送する（月曜の定時番組は日曜昼に振り替えられることが多い）。

### オフシーズン中（10月～3月）の中継
- 4月～9月期においては中日戦中継を最優先に番組編成が行われるが、10月は東海ラジオもオフシーズン編成に入る。そのため9月末の時点で中日がリーグ優勝する可能性がゼロになっていた場合はたとえリーグ優勝チームが決定していなくても原則公式戦中継を行わなかった。それはクライマックスシリーズ導入後も変わらなかったが、東日本大震災の影響による変則日程が採られた2011年から暫くの間は、オフシーズン編成下でも可能な範囲で中継を行っていた。しかし、2010年代後半になってからは、中日が優勝争いから遠ざかっていることに加え、20時台に編成された自社制作番組の放送を優先する観点もあり、基本的に2010年以前の対応に戻っているが、2020年や2024年のように最終戦まで中継を続けた年もある。以下は2011年以降の対応である。
  - 2011年：10月3日にオフ編成に入るが、東日本大震災の影響で開幕が遅れた関係で、オフ編成への改編時点でも多くの試合を残していたことを鑑み、公式戦最終戦まで中継を続行した。
    - ここでも、10月14日から16日の対巨人3連戦（東京ドーム）は当初中継対象外であったが、その初戦での中日優勝の可能性が発生したため、予定を変更してニッポン放送（LF）からのネット受けで中継。優勝決定に至らないまま対巨人3連戦はすべてネット受けで中継した（18日の対横浜戦で優勝決定。この試合はSFが自社制作）ため、結果的にオフシーズン編成時の16試合は全て中継した[注釈 20]。

  - 2012年：10月1日にオフ編成に入り、中日は3試合を残していたが、このうちナゴヤドームでの中日主催試合2試合（10月3日：対阪神戦、5日：対広島戦）のみを中継した。残るビジター1試合（10月1日：対DeNA戦＝横浜スタジアム）は中継せず。
  - 2013年：9月30日にオフ編成に入るが、残りの3試合（10月1日：対阪神戦＝甲子園、3日：対広島戦＝マツダスタジアム、5日：対DeNA戦：ナゴヤドーム）もすべて中継を実施した。ビジターの2試合については現地局（MBSならびにRCC）からのネット受けであった。
  - 2014年：9月29日にオフ編成に入り、中日は2試合を残していたが、このうちナゴヤドームでの中日主催試合1試合（10月1日：対DeNA戦）のみを中継した。残るビジター1試合（10月2日：対DeNA戦＝横浜スタジアム）は中継せず[注釈 21]。
  - 2015年：9月28日にオフ編成に入り、中日はビジターの3試合を残していたが、このうち10月2日の対広島戦（マツダスタジアム）のみ、RCCからのネット受けで中継した。残りの2試合（9月28日：対ヤクルト戦＝神宮、10月7日：対広島戦＝マツダスタジアム[注釈 22]）は中継せず。
  - 2016年：9月26日にオフ編成に入るが、この時点での中日の残り試合は、SFの放送権が制限されているビジターの対巨人戦2試合のみで[注釈 23]、元々中継対象外であった。したがって、放送権が保障されている試合については、オフ編成に入るまでに全て中継した。
  - 2017年：10月2日にオフ編成に入った後のビジター4試合（10月3日・4日：対DeNA戦＝横浜スタジアム、10月5日・10日：対阪神戦＝甲子園）はいずれも中継せず[注釈 24]。
  - 2018年：10月1日にオフ編成に入った後の対阪神戦2試合（10月5日＝甲子園、10月13日＝ナゴヤドーム）はいずれも中継せず[注釈 25]。
  - 2019年：オフ編成初日である9月30日に、シーズン最終戦の対阪神戦（甲子園）が行われたが、中継せず。
  - 2020年：本来であれば9月28日にオフ編成に入るが、新型コロナウィルス感染拡大の影響で開幕が約3ヶ月遅れた影響で、公式戦が11月まで続くことから最終戦まで中継を続行した。土曜日のナイターオフの昼ワイド『ぜんじろう Radio Show!』ならびに日曜日のナイターオフの昼ワイド『オールタイムリクエスト TRI-ON』の開始を、それぞれ11月7日と8日に設定し、それまでの間は9月以前と変わらない体制で放送したが、11月6日以降レギュラーシーズン終了までは「ドラゴンズスペシャル」として中日戦のみの中継とし、中日戦がない場合にはオフシーズン編成に従っての放送となった。この影響からか、前年までの平日20時台のナイターオフ番組の自社制作枠は廃枠となり、6年ぶりにLFからのネット受けとなった。
  - 2021年：本来であれば9月27日にオフ編成に入るが、東京オリンピックの開催時期に中断を挟んだ関係で、公式戦が10月いっぱいまで続くことから、日曜日のナイターオフの昼ワイド『Sound Park Sunday』の開始を10月24日に設定し、17日までは9月以前と変わらない体制で放送した。本格的にオフ編成が開始される18日以降、中日はビジターゲームを4試合（10月21日・26日：対阪神戦＝甲子園、10月22日・23日：対DeNA戦＝横浜スタジアム）残していたが、中継せず。
  - 2022年：9月26日にオフ編成に入った後のビジター5試合（9月27日・28日・29日・30日：対DeNA戦＝横浜スタジアム、10月2日：対広島戦＝マツダスタジアム）はいずれも中継せず。
  - 2023年：10月2日にオフ編成に入った後のシーズン最終戦となるバンテリンドームの巨人戦（10月3日）は中継せず[注釈 26]。
  - 2024年：9月30日にオフ編成に入り、中日はバンテリンドームで行われる主催試合を3試合（10月4日・5日・6日：対DeNA戦）残すが、この3試合もすべて中継を実施する。ただし、シーズン最終戦である6日については、当初から予定されていた『Bre:eze』の公開生放送による特番が優先されるため、試合途中の15:00からの放送とする。

#### クライマックスシリーズの中継
- セ・リーグのクライマックスシリーズは、実施初年度の2007年以来、中日の進出可否に関係なく「ガッツナイター・スペシャル」の名義で放送。当初は中日の進出可否に関係なく全試合の中継を行っていたが、中日不出場の場合は、2015年以降、平日（祝日）デーゲーム開催となった場合、中継を行わず通常番組を優先しているほか、2017年以降は確実に実施される試合（ファーストステージは第2戦まで。ファイナルシリーズは第3戦まで）のみの中継に縮小した[注釈 27]。一方、パ・リーグのクライマックスシリーズは中継を行わなかったが、2017年から2019年はセ・リーグ中止分の予備カードとして設定していた（2014年から2022年まではセ・パともに開催球場に関係なくLFからのネット受け。2013年以前と2023年以降は開催地のNRN系列局からネット受けで、甲子園の試合はMBS制作分を放送）。なお、後述のように中日が出場しない場合の日本シリーズの中継を見送った2020年はセ・リーグのクライマックスシリーズ自体が実施されず、パ・リーグの方も中継しなかった。2021年以降、中日はクライマックスシリーズに進出していないが、クライマックスシリーズの中継は2019年と同じ体制で行われている。

#### 日本シリーズの中継
- 日本シリーズについても「ガッツナイター・スペシャル」の名義で放送しており、2009年までは原則として中日が出場する年に限り中継を行っていたが、中日が出場した2010年・2011年を挟み、2012年以降は2020年を除いて中日の出場有無に関係なく中継している。シーズンの構成が変則的となった2020年は、前述のように改編後も含めて中日戦を最終戦まで中継するのと引き換えに中継を見送ったが、2021年は中継を再開した[注釈 28]。
- 原則として全試合を中継するが、引き分け等により第8戦以降の試合が発生する場合、該当試合は中日が出場する場合のみの中継となる。

#### ワールド・ベースボール・クラシックの中継
- 野球国際大会「ワールド・ベースボール・クラシック」の日本代表戦については、2017年大会より「ガッツナイター・スペシャル」の名義で、LFからのネット受けで中継している（LFで中継される国内開催試合のみ）[注釈 29]。

### 中日戦が雨天中止の場合
- 雨天中止で予定された中日戦ナイターが中継できない日、火 - 金曜日で中日戦ナイターがない日は、12球団の放送権を所有するNRNの利点を活かして、試合実施カードをNRN系列で中継する。セ・リーグの試合がなければパ・リーグの試合が放送されることもある。すなわちオンシーズン中の火 - 金曜日の夜は中日戦がなくても1試合でもプロ野球が行われれば（SFが放送権利を持つ試合がない場合を除き）野球実況を放送するのが原則である。
- 平日デーゲームや月曜ナイターの場合（すなわち「ドラゴンズスペシャル」名義の中継の場合）は中日戦が中止になった時点で予備カードの繰り上げ補充は行わず、下記に示す各番組への差し替えとなる。

## 試合がない日の代替番組（レインコート番組）
| 月   | MUSIC ALLEY 「World Sound Journey」 （自社制作） | （定時番組） |                                                                                |                                                |
| 火   | ナイタースペシャル（「いつでも みんなのプロ野球!」を含む） （ニッポン放送制作）                                                                             | ナイタースペシャル（「いつでも みんなのプロ野球!」を含む） （ニッポン放送制作）                                                                             |                                                                                |                                                |
| 水   | ナイタースペシャル（「いつでも みんなのプロ野球!」を含む） （ニッポン放送制作）                                                                             | ナイタースペシャル（「いつでも みんなのプロ野球!」を含む） （ニッポン放送制作）                                                                             |                                                                                |                                                |
| 木   | ナイタースペシャル（「いつでも みんなのプロ野球!」を含む） （ニッポン放送制作）                                                                             | ナイタースペシャル（「いつでも みんなのプロ野球!」を含む） （ニッポン放送制作）                                                                             |                                                                                |                                                |
| 金   | ナイタースペシャル（「いつでも みんなのプロ野球!」を含む） （ニッポン放送制作）                                                                             | ナイタースペシャル（「いつでも みんなのプロ野球!」を含む） （ニッポン放送制作）                                                                             |                                                                                |                                                |
| 曜日 | 中日戦デーゲーム開催日 または中日戦が放送できない場合の 全国放送orブロックネットの別カードのデーゲームを放送する場合のナイター枠                            | 中日戦ナイター開催日 または中日戦が放送できない場合の 全国放送の別カードのナイターを放送する場合のデーゲーム枠                                              | 中日戦を含むデーゲーム放送予定カード中止時 および基から試合開催が1試合もない時 | 中日戦を含むナイター放送予定カード全試合中止時 |
| 土   | （定時番組） ※中日戦が基からナイターで組まれるか、中日戦が放送できず別カードのナイターを放送する場合、 ナイター枠の定時番組をデーゲームの時間帯に移設させる | （定時番組） ※中日戦が基からナイターで組まれるか、中日戦が放送できず別カードのナイターを放送する場合、 ナイター枠の定時番組をデーゲームの時間帯に移設させる | MUSIC ALLEY （自社制作）                                                       | SET UP!! （文化放送制作）                      |
| 日   | （定時番組） ※中日戦が基からナイターで組まれるか、中日戦が放送できず別カードのナイターを放送する場合、 ナイター枠の定時番組をデーゲームの時間帯に移設させる | （定時番組） ※中日戦が基からナイターで組まれるか、中日戦が放送できず別カードのナイターを放送する場合、 ナイター枠の定時番組をデーゲームの時間帯に移設させる | MUSIC ALLEY （自社制作）                                                       | SET UP!! （文化放送制作）                      |

### 火曜 - 金曜
中継予定カード中止の場合はNRNの設定順位に従って予備カードを放送。全試合が中止となった場合は、ニッポン放送制作の「ナイタースペシャル」（このうち18時台は「いつでも みんなのプロ野球!」）を放送する。
ただし2019年は元々から試合予定がない場合、編成上は「大澤広樹のドラゴンズステーション」の拡大版として、本番組相当枠では「ガッツナイターアーカイブス」と銘打った過去の試合音源を放送する場合があった。

### 土曜・日曜
- 元から中日戦がデーゲームであった場合（「巨人対中日」デーゲームを他球場デーゲーム中継に振り替えた場合も含む）

2020年10月以降は中継予定試合が中止の場合の予備カードの補充を不定期に行うことがあるが、それらも含めて中止となった場合、当該時間帯は東海ラジオのスタジオから「TOKAIRADIO SPECIAL PROGRAM「World Sound Journey」」（DJ:SHOKO）を放送する。この場合、ナイター枠の設定はないため、ナイターの時間帯は定時番組を放送する。
- 元から中日がナイターであった場合、または中日の試合予定なしもしくは中日戦中継不可のため、NRNナイターネット受けとなる場合（土曜日は予備日等で中日戦ナイターの発生可能性があったのが、最終的に発生しなかった場合も含む）

デーゲーム枠については、「松山千春のON THE RADIO」「しあわせ演歌・石原詢子です」「歌謡スクエア」といった、タイムテーブル上ではナイターの時間帯に放送すべき番組の一部を時間移動させて対応する。ブランクとなった時間帯には、土曜日は「Saturday Flavor」の枠拡大、日曜日は特別番組「Music Travel Day SPECIAL」、その他単発番組を編成する。
ナイター枠で中継予定だった試合が中止の場合はNRNの設定順位に従って予備カードを放送。全試合が中止となった場合は、文化放送(QR)制作の「SET UP!!」を放送する。ただし2022年のみは文化放送からのネット受けとせず、デーゲーム中止時同様の自社制作を行う予定としていた。
- 元からプロ野球の開催予定が無い場合

2013年以降は中日戦デーゲームが中止になった場合と同じ扱いが採られるが、2018年は「サウンドスタジアム」ではなく「歌謡曲主義」の拡大版を本番組のスタジオバージョン扱いで放送していた。
月曜日にナイターが行われた場合、交流戦は月曜放送番組をその週のナイターの無い他曜日に時間シフトして放送していたこともあったが、2011年現在は該当試合も「ドラゴンズスペシャル」の扱いで放送しており、セ・リーグ戦同様に月曜放送番組をその週のドラゴンズ戦ナイターの無い他曜日にシフトすることはなくなり、前述のように一部の録音番組を土曜や日曜に振替放送して対応している。2021年は該当試合が中止になっても、これらの番組の元の時間への復帰はせず、雨傘番組を編成している。
なお、2007年は1日だけSF自社制作の番組がレインコート番組として放送された。
| 年度 | 土曜                                                                                       | 日曜                                                                                       |
| ---- | ------------------------------------------------------------------------------------------ | ------------------------------------------------------------------------------------------ |
| 2010 | サタデー・ショコラ                                                                         | サンデー・マカロン                                                                         |
| 2011 | サタデー・ショコラ                                                                         | サンデー・マカロン                                                                         |
| 2012 | 青山紀子・きままにSaturday                                                                 | ナンバー吉川                                                                               |
| 2013 | 青山紀子・きままにSaturday                                                                 | 松原敬生の日曜も歌謡曲 （2014年以降は定時番組の枠拡大扱い）                                |
| 2014 | 年リク! （定時番組の枠拡大扱い）                                                           | 松原敬生の日曜も歌謡曲 （2014年以降は定時番組の枠拡大扱い）                                |
| 2015 | 年リク! （定時番組の枠拡大扱い）                                                           | 松原敬生の日曜も歌謡曲 （2014年以降は定時番組の枠拡大扱い）                                |
| 2016 | 年リク! （定時番組の枠拡大扱い）                                                           | 松原敬生の日曜も歌謡曲 （2014年以降は定時番組の枠拡大扱い）                                |
| 2017 | SKE48♡ねねの!カウントダウン3・2・1!!! （定時番組の枠拡大扱い）                             | 松原敬生の日曜も歌謡曲 （2014年以降は定時番組の枠拡大扱い）                                |
| 2018 | サウンドスタジアム                                                                         | サウンドスタジアム                                                                         |
| 2019 | サウンドスタジアム                                                                         | サウンドスタジアム                                                                         |
| 2020 | サウンドスタジアム                                                                         | サウンドスタジアム                                                                         |
| 2021 | オールタイムリクエスト TRI-ON                                                              | オールタイムリクエスト TRI-ON                                                              |
| 2022 | ガッツナイタースペシャル ○○特集                                                            | ガッツナイタースペシャル ○○特集                                                            |
| 2023 | ガッツナイターplus（6月まで） TOKAIRADIO SPECIAL PROGRAM「World Sound Journey」（7月より） | ガッツナイターplus（6月まで） TOKAIRADIO SPECIAL PROGRAM「World Sound Journey」（7月より） |
| 2024 | TOKAIRADIO SPECIAL PROGRAM「World Sound Journey」                                          | TOKAIRADIO SPECIAL PROGRAM「World Sound Journey」                                          |
| 2025 | MUSIC ALLEY                                                                                | MUSIC ALLEY                                                                                |

#### 2022年の「ガッツナイタースペシャル ○○特集」の放送履歴
- 4月7・8・9日の中日対DeNA戦で、DeNAの選手の新型コロナ感染者発生による中止時は、同時刻に開催された予備カードを補充して放送した[注釈 34]
- 7月23日 13:55-17:00[注釈 35]　GLAY（担当:吉川秀樹）[12]
- 7月24日 13:55-17:00[注釈 35]　ザ・ビートルズ（担当:村上和宏）[13]
- 9月18日・19日の広島対中日（RCC-SF）は台風第14号の直撃の可能性があるため、前もって2日間中止となったが、18日はABCローカルで放送する予定だった阪神対ヤクルトを補充放送、19日は日中の通常編成に準じた内容を放送。

2024年8月30-9月1日のバンテリンドームナゴヤの中日対DeNA戦は、台風10号のあおりにより、3連戦全てが取り消しとなったため、8月30日はLF-NRN（元来はKBC裏送りが、セ・リーグ3試合とも中止による）のロッテ対ソフトバンク戦、31日は基からストックしてあった『TOKAIRADIO SPECIAL PROGRAM「World Sound Journey」』を放送したが、「World Sound Journey」が録って出し録音でストックが不足していたため、9月1日は急遽、この日に実況デビューするはずの源石と山本のパーソナリティによる『ガッツナイターPlus』が生放送された。

## テーマ曲
- 「ウィーンはいつもウィーン」

インストゥルメンタル。2018年までガッツナイターのオープニング・エンディングに使用されていた。この曲は朝日放送テレビ・朝日放送ラジオ（ABC）のプロ野球中継のテーマ曲としても（長い中断期間を経て）使用されていた（現在は前座番組でのみ使用）。2013年まではABC同様ボストン・ポップス・オーケストラ（指揮者：アーサー・フィードラー）演奏の音源を使用されていたが、2014年・2015年は違う音源が使用されていた。
※初めからナイター中継が予定されていない場合及び2019年は、別の軽快な曲（正式な曲名は不明）が使用されている。
2024年の『ガッツナイターClassic Day』（4月29日・5月6日）では同曲が久しぶりにオープニング・エンディングに使用された。
- 「ガッツ!!」(KAME&L.N.K)

2009年からのガッツナイター最前線のテーマ曲。もともとガッツナイターのジングル用に提供されていたものを追加・変更を行い現在の曲になった。番組で使用されたバージョンは発売された音源と異なり、歌詞に番組名や「ドラゴンズ」などのフレーズが入っていた。2009年のKAME&L.N.Kの解散以降も2013年まで使用された。
- 「ガッツナイターのテーマ」

2014年・2015年のガッツナイター最前線のテーマ曲。nobodyknows+のDJ MITSUが制作したオリジナル楽曲。イントロにはガッツナイター実況アナの実況音声が織り込まれている。
- 「Barista」（CUBISMO GRAFICO FIVE）

『ドラゴンズステーション』への内包を開始した2019年から2020年まで、インストゥルメンタルバージョン (Inst Ver）を使用。
- 「ヘイ!ブラザー」（氣志團）

氣志團による書き下ろし曲で、氣志團を「ガッツナイター応援団」に起用した2021年のみ、『ドラゴンズステーション』や他の生ワイド番組でのドラゴンズ情報コーナーと共通で使用。
- 「S.T.U.D」（緑黄色社会）

メンバー全員が愛知県の出身（ベースの穴見真吾以外の3名は中京大学附属中京高等学校の卒業生）である緑黄色社会の書き下ろし曲で、タイトルを「スタッド」と読ませる。2022年に、『ドラゴンズステーション』や他の生ワイド番組でのドラゴンズ情報コーナーと共通で使用。
- 「ワンダーラスト」（GENERATIONS from EXILE TRIBE）

グループ結成10周年記念のオリジナルアルバム「X」（2023年3月8日リリース）に収録されている楽曲の1つで、同年に『Live Dragons!』や生ワイド番組内のドラゴンズ情報コーナーと共通で使用。曲名の「ワンダーラスト」（Wonder Last）は、「最高の瞬間（ワンダー＝Wonder）がいつまでも続きます（ラスト＝Last）ように」という願いを歌詞に込めていることに由来するという。
- 「Believe」（ラックライフ）

『ガッツナイター』というタイトルでの放送開始から50周年を迎える2024年に使用。

## タイトルコール
- 「東海ラジオ ドラゴンズガッツナイター」時代を除き、ここ数年は同じタイトルコールの音声を使用しているほか、ガッツナイタースペシャルのタイトルコールにタイロン・ウッズ選手の声を使用。
  - ドラゴンズガッツナイター時代はウッズの声を使用したタイトルコールが使用されていた（但し、2005年の10試合の出場停止処分中を除く）。
- ウッズが退団した2009年からはアナウンサーの声を使用したタイトルコールを使用（2012年現在は北山靖のものを使用）。同年4月7日より地元出身のKAME&L.N.Kオリジナルのタイトルコールも併用して使用していたが、同年9月25日をもってKAME&L.N.Kが解散したためこちらは同年限りとなった。

## ジングル
- ジングルもドラゴンズガッツナイター時代を除き、ここ数年は同じジングルを使用していたが、2005年はタイロン・ウッズ選手のみ使用、2007年からは従来のジングルに加え、ウッズの声を使用したジングルも使用されているが、ドラゴンズ戦中継以外の場合は古いタイプのジングルが使用されている。（2008年まで使用されていた後に「ガッツ!!」と呼ばれる曲名となった別のジングルも、元々はジングル用につくったことから短かったため、追加分などの変更を行い発売された）。
- 2009年は従来から使用されているジングルに加え、KAME&L.N.Kオリジナルのジングルも使用。ただし、前述のKAME&L.N.K解散に伴いこの年限りとなる。
- 2024年の『ガッツナイターClassic Day』（4月29日・5月6日）では過去のジングルが使用され、29日は犬飼、6日は北山の過去の実況音声が適宜挿入された。

## 出演者

### 解説者
在名テレビ単営局のプロ野球解説者を兼任していることが多い。またラジオ単営局の割には、レギュラー・不定期での出演を含めての解説者が多い。
2000年代以降は自社制作の場合、実況アナが解説者を紹介する際「東海ラジオプロ野球解説者」として紹介する様になった。
2019年から2022年までは、当日の試合中継を担当しない解説者のうち1名が、『ドラゴンズステーション』のスタジオコメンテーターを担当。2020年10月から2022年9月までは、同じ担当者が前枠の『源石和輝! 抽斗!』のスポーツコメンテーターも兼務していた。
現在
- 山﨑武司（2014年 - 。フジテレビ・東海テレビ・ニッポン放送解説者兼[注釈 36]）
- 山本昌（2016年 - 。日本テレビ・中京テレビ・東海テレビ・ニッポン放送解説者兼。各局で本数契約解説[注釈 37]）
- 谷繁元信[注釈 38]（2019年 - 。フジテレビ・tvk・メ〜テレ・ニッポン放送・MBSラジオゲスト解説者兼。各局で本数契約解説[注釈 39][注釈 40]）
- 岩瀬仁紀（2019年 - 。競合局のCBCラジオ・CBCテレビの解説者でもあるため、番組公式サイトには当初プロフィールが掲載されなかったが、2023年より掲載された）
- 福留孝介（2023年 - 。MBSラジオ・日本テレビ・中京テレビ・東海テレビ・サンテレビ解説者兼[注釈 41]）

ゲスト解説者
- 小笠原道大（2024年 - ）
- 森繁和（2025年。ビジターの対西武戦に出演。過去には競合局のCBCラジオにも準レギュラーとして出演）
- 平石洋介（2025年。ビジターの対楽天戦に出演）

過去
- 井手峻（1977年、1987年 - 1991年。現・東京大学野球部監督、中日球団相談役）
- 稲葉光雄（故人、1985年、2002年 - 2008年。2002年よりテレビ愛知解説者兼）
- 井上一樹（2014年 - 2019年。在名各局で解説。現・中日監督）
- 井端弘和（2019年 - 2023年。フジテレビ・日本テレビ・東海テレビ・CBCテレビ・TBSチャンネル・ニッポン放送・フジテレビONE解説者兼。現・野球日本代表監督）
- 宇野勝（1995年 - 2003年、2009年 - 2011年、2014年 - 2015年、2024年。メ〜テレ解説者兼。2024年ゲスト解説として1回限りの復帰）
- 大島信雄（故人、NETテレビ・毎日放送・東京12チャンネルにもスポット契約で出演）
- 大島康徳（故人、NHK解説者。ゲスト解説者として登場）
- 大西崇之（2020年 - 2021年。中京テレビ解説者兼。現・ソフトバンクコーチ）
- 大矢根博臣（1964年 - 1967年）
- 落合英二（2013年。フリーのためCBCラジオ・テレビ愛知・メ～テレ・J SPORTS<東海テレビ制作分>にも出演。）
- 落合博満（2003年。当時フリー。ゲスト解説者として出演）
- 音重鎮（2012年 - 2013年。出演当時中日スカウト）
- 鹿島忠（1997年 - 2000年、2004年、2007年 - 2022年。東海テレビ・三重テレビ・J SPORTS解説者兼）かつてはテレビ愛知解説者兼。
- 上川誠二（2000年 - 2004年。2024年にゲスト解説として出演予定があったが、台風10号接近の影響で該当試合が中止となった）
- 清原和博（2022年 - 2024年。ゲスト解説者として年2 - 3試合程度。NRNナイター全国向けカードも担当。当番組の担当前後にCBCラジオの中継にも出演することがあった）
- 権藤博（1969年 - 1972年、1984年 - 1987年、1994年 - 1996年、2001年 - 2011年、2013年 - 2022年。東海テレビ・J SPORTS解説者兼）かつてはフジテレビ解説者兼。
- 川又米利（1998年 - 2001年、2005年 - 2008年。日本テレビ・中京テレビ解説者兼。現・DAZN中日戦解説者）
- 河村保彦（故人、1985年 - 1992年。三重テレビ解説者兼）
- 工藤公康（2022年 - 2023年。各局で本数契約解説。ゲスト解説者として出演。6月のスペシャルウィークの時期に年1試合）
- 黒江透修（2003年 - 2007年。J SPORTS解説者兼。現・サンケイスポーツ評論家）[注釈 42]
- 児玉利一（故人）
- 古葉竹識（故人、1993年 - 2007年。東海テレビローカル放送・三重テレビ解説者兼。元・東京国際大学監督）
- 佐々木信也（1974年 - 不明。「ショーナイター」としてのゲスト以降も出演）
- 真田重蔵（故人、1960年 - 1961年。東海ラジオの初代プロ野球解説者）
- 新宅洋志（1979年 - 1982年。東海テレビ・フジテレビ解説者兼。現在はNPB12球団ジュニアトーナメント・ドラゴンズジュニアチームの監督）
- 鈴木孝政（1990年 - 1994年、1998年 - 2003年、2005年 - 2011年、2014年 - 2022年、2024年。東海テレビ・J SPORTS解説者兼。2022年までは専属。2024年にゲスト解説として1回限りの復帰）
- 大豊泰昭（故人、2003年）
- 高橋三千丈（1996年 - 1997年。日本テレビ・中京テレビ解説者兼）
- 竹之内雅史（1988年。サンテレビ解説者兼）
- 徳永喜久夫（1964年 - 1967年）
- 中利夫（故人、2012年 - 2015年。テレビ愛知解説者兼）
- 中村紀洋（2016年。交流戦の6月18日放送の中日対北海道日本ハム戦に中日OBとしてゲスト出演）
- 中山俊丈（故人、1969年 - 1970年、1979年 - 1983年）
- 仁村薫（1991年 - 1994年。メ〜テレ解説者兼）
- 仁村徹（2019年、2022年 - 2024年。専属だった2019年は東海テレビ・三重テレビ解説者兼。2022年以降は中日球団編成統括として在職のため、ゲスト解説として出演。現・斗山ベアーズコーチ）
- 野口茂樹（2012年 - 2015年。2012年はゲスト解説。専属としては2013年から2015年まで。現・J SPORTS・DAZN中日戦解説者兼任）
- 原田督三（故人、1961年 - 1971年。愛称「ホトケのトクさん」、東海ラジオのスポーツ課長を務め、同局のプロ野球中継の基礎を作った人物）
- 平野謙（2003年 - 2005年、2009年 - 2011年、2014年 - 2015年、2024年。東海テレビ・J SPORTS・STVラジオ解説者兼[注釈 43]。2024年ゲスト解説として1回限りの復帰）
- 広野功（1987年、2004年。ゲスト解説者として出演）
- 藤波行雄（1988年 - 2009年。三重テレビ・東海テレビ・フジテレビ解説者兼。現・常葉大浜松総監督）
- 福田功（2006年 - 2009年。現・中部学院大学外部コーチ）
- 藤井淳志（2022年 - 2023年。中京テレビ・CBCテレビ副音声解説者兼。2022年はスタジオコメンテーター限定で担当、2023年は自身の出身地である豊橋での地方開催時にゲスト解説として出演[注釈 44]）
- 法元英明（2001年 - 2003年。時期によりテレビ愛知解説者兼。中日スカウト時代にも出演）
- 本多逸郎（故人、1973年）
- 三沢淳（故人、1987年 - 1994年。日本テレビ・中京テレビ解説者兼）
- 森野将彦（2020年 - 2021年。中京テレビ・CBCテレビ・テレビ愛知・J SPORTS解説者兼。現・中日コーチ）
- 森本潔（担当期間不明。サンテレビ解説者兼）
- 谷沢健一（1996年 - 2015年。東海テレビ・フジテレビ解説者兼。現・フジテレビ・東海テレビ・J SPORTS解説者）

### 実況アナウンサー・ベンチリポーター・ベースボールデスク
中日主催試合などの自社制作中継においては、スコアラーも担当していたが、2017年シーズン途中からはアルバイトが担当することになった。（スコアラーもしくはSF単独放送時における相手チームのベンチリポートを担当するアナウンサーは、2014年までナゴヤドームでの試合前のスタメン発表及びスピードボールコンテストの司会を務めていた）。
2019年まで、ビジターゲームの際は1名が派遣されリポーターを担当していたが、現地局での放送がない場合は実況を担当する場合もあった（後述）。ただし2020年以降は新型コロナウイルス感染拡大防止の観点ならびに人員不足の影響から、ビジターゲームへのアナウンサーの派遣を見合わせており、現地局のアナウンサー1名が中日側のリポート（現地局本番時は両軍兼務）を伝える形となっている。
なお、かつては中継中のスタジオ業務も担当していたが、2011年度からは夜勤担当のアナウンサーが、ナイトゲームのスタジオ業務を担当するようになった。火 - 金曜日のナイトゲーム中継が『大澤広樹のドラゴンズステーション』に内包された2019年度には、スポーツアナウンサーでもあるパーソナリティの大澤および、アシスタントの前野沙織（東海ラジオアナウンサー）が基本として当該曜日のスタジオ業務に従事。中日のホームゲームをナゴヤドームで開催する週には、大澤が基本としてカード初戦（火曜日または金曜日）の中継で実況を担当していた。このため、実況担当日の放送では、スタジオからオープニングのパートへ出演した後にナゴヤドームへ移動。移動後のスタジオ業務を、前野が単独で担っていた。
2020年度には、上半期（2020年4 - 9月）の火 - 金曜日に編成された『村上和宏のドラゴンズステーション』において、パーソナリティ（村上）とアシスタント（前野）が大澤のパーソナリティ時代と同様のパターンで出演。下半期（2020年10月 - 2021年3月）には『大澤広樹のドラゴンズステーション』が火 - 金曜日限定で復活していたが、中日がレギュラーシーズンの全日程を終了する2020年11月中旬までは、大澤が実況担当日を除いてスタジオ業務を担当していた。
2010年以降の週末デーゲームのスタジオ業務については、基本としてレインコートプロのパーソナリティが担当する。ただし、2013年度の日曜日には、松原敬生ではなく下記アナウンサーのうちの1人が担当していた。
2023年度には、『Live Dragons!』が平日ナイトゲームの前座番組として編成される関係で、同番組で「DJ」を務める平松伴康が中継にも「ゲスト」として随時出演。また、後続番組の『ガッツナイターplus』も含めて、ナイトゲーム（土・日曜に実施される場合も含む）のスタジオ業務は源石和輝（2023年は木曜のみに固定、2024年は別曜日も担当）、北山靖（2024年から平日夜も担当）とNTBなどの外部事務所から派遣されている浅野麻衣、笠井ゆかり、坂田奈央（2024年から担当）、下岡陽子（元東海ラジオ契約アナウンサー、2024年から担当）、木下愛子（ポッシブル所属、平松伴康と同事務所、2024年から担当）などが交代で担当する。
以下は2025年度シーズンの担当者で、特記しない限り東海ラジオのスポーツアナウンサー。
- 村上和宏
2019年5月から7月までは、当番組と『テレビ愛知　10チャンベースボール』でナゴヤドームから中日のホームゲームを同時に中継する場合に、「ドラゴンズステーション　東海ラジオ　村上和宏アナウンサー」という名義で両番組のベンチリポートを担当していた。2020年度には、『10チャンベースボール』のベンチリポートに加えて、『村上和宏のドラゴンズステーション』のメインパーソナリティを兼務（9月25日まで）。
2023年には、9月1日から毎週金曜日に『first touch』（早朝の生放送番組）のDJを務めていたため、同月で中継を終了するまでは木曜日のナイトゲームに出演していなかった。さらに、2024年の4月から『first touch』への出演が週4日（月 - 木曜日）に変更されることに伴って、同年から当番組へ出演する機会をさらに制限し、週末の勤務日程の支障をきたさない程度での出演となった[20]。
2025年3月以降、喉の不調によりアナウンサーとしての番組出演を休止しており、開幕時点では本番組を休演していたが、5月7日の対DeNA戦より担当を再開した。『first touch』を4月改編で降板したため、平日の実況も再開している。
- 大澤広樹（2023年7月1日から東海ラジオ本社営業局の第一営業部に所属）
2018年までは、名古屋グランパス・FC岐阜のJリーグ公式戦ホームゲームの開催日に、「ガッツナイター最前線」用の報道素材音源向け実況か、『東海ラジオ ワイルドサッカー』向けの実況を担当。当番組での実況については、他の実況要員が不足していて、中日のホームゲームと上記のJリーグ公式戦の試合時間が重ならない場合に限定していた。
『大澤広樹のドラゴンズステーション』のプロデューサーとパーソナリティを兼務していた2019年度には、原則として中日のビジターゲーム中継に登場しないものの、ホームゲーム中継の一部では実況担当を継続。同年12月でパーソナリティを一時降板してからも、『ドラゴンズステーション』向けの取材リポートなど、スポーツアナウンサーとしての活動を続けている。
2020年9月29日から『ドラゴンズステーション』のメインパーソナリティ（火 - 金曜担当）に復帰。2021年のナイターイン期間にもパーソナリティを続投したため、実況については、2019年度と同じ体制で担当していた。
2022年のナイターイン期間には、中継の有無やカードにかかわらず、火 - 金曜日に『ドラゴンズステーション』のスタジオ進行へ専念。当番組での実況については、土・日曜日の中日ホームゲーム（ナゴヤドーム開催分）中継に事実上限定する方針を立てていたが、中継のカードによってはスタジオ進行の代役を立てたうえで実況に入ることもあった。
『ドラゴンズステーション』が終了した2023年のレギュラーシーズンには、6月まで実況とベンチリポートに再び専念。7月1日付の人事異動を機に、アナウンサーと営業局の第一営業部員を兼務しているが、アナウンス業務については中日戦中継での実況に限って続けている。
- 森貴俊
2013年まではサッカー担当だったため、大澤と同様にサッカー実況がある場合は出演しなかった。
2019年12月から2020年3月まで『ドラゴンズステーション』のパーソナリティを担当していたが、2020年度からは実況・ベンチリポートに再び専念。当番組と『テレビ愛知　10チャンベースボール』でナゴヤドームから中日のホームゲームを同時に中継する場合には、村上と同様に、「ドラゴンズステーション　東海ラジオ　森貴俊アナウンサー」という名義で両番組のベンチリポーターを兼務している。
- 吉川秀樹
2012年度の日曜日には、『ナンバー吉川』（デーゲーム中継の雨傘番組）のパーソナリティを務めていたため、原則としてスタジオ担当に専念していた。2013年1月から2018年9月まで、制作部へ異動。
2018年10月からアナウンサー職に復帰。スポーツ中継・関連番組のディレクターを兼務しているため、2019年の開幕から当番組への出演を再開した後は、担当を事実上ベンチリポートに限定していた。
2021年度からは、『10チャンベースボール』向けのベンチリポーターを兼務している。異動前の2012年8月17日に中日対DeNA戦（ナゴヤドーム）中継で担当して以来離れていた実況についても、2022年8月6日の同カード（バンテリンドーム ナゴヤ）中継で、当初告知されていた村上に代わって10年振りに担当[21]。
- 源石和輝
東海ラジオへの入社以来スポーツ中継の担当はしていなかったが、2023年7月以降、大澤（営業職兼務で実況機会が減少）と村上（金曜の早朝番組を担当するため、担当曜日が制限）に中継担当の制約が加わったことを受け、2023年8月31日よりベンチリポート限定で本番組の担当に加わった。
前述のように、2023年からは後座番組『ガッツナイターplus』も担当している。
2024年9月からは実況も担当。当初は9月1日の中日対DeNA戦でデビュー予定であったが、台風10号接近の影響で該当試合が中止となったため、9月23日の中日対広島戦で改めて実況デビューを果たす。
就任当初は『10チャンベースボール』で同時に中継する場合にはリポーターを兼務せず、東海ラジオの別のアナウンサーが『10チャンベースボール』専任のベンチリポーターへ派遣されていたが、2025年より『10チャンベースボール』のリポーターも兼務するようになった。

※以下はベンチリポートのみ。
- 平松伴康（『Live Dragons!』DJ、ポッシブル所属）
2023年から『Live Dragons!』のDJを担当しており、2024年からは同番組の放送がない週末に限ってベンチリポートを務めることがある。初担当は同年5月25日の対ヤクルト戦。

ナゴヤドーム（2022年以降の名称は「バンテリンドーム ナゴヤ」）で平日に組まれている中日主催のナイトゲームでは、2022年5月18日（水曜日）の対DeNA戦中継での森脇淳を皮切りに、東海テレビのスポーツアナウンサーも当番組専任のベンチリポーターへ随時起用している。同年8月21日（日曜日）にデーゲームとして組まれていた中日対ヤクルト戦（バンテリンドーム）中継では、同局の現職アナウンサーから初めて、森脇が実況を担当。森脇がシーズンの途中に東海テレビのアナウンス職を離脱（スポーツ局長へ異動）した2023年には、後輩のスポーツアナウンサー（小田島卓生・斉藤誠征・加藤晃・高橋知幸・伊藤大悟）が実況やベンチリポートを随時任されているほか、中日主催デーゲーム中継（主に東海テレビが競馬中継との兼ね合いで放送権を獲得しない日曜日。中京競馬開催期間は競馬中継に関わらない小田島のみ担当）での担当も始めている。

#### 過去の実況・ベンチ担当アナウンサー
- 犬飼俊久（現：フリーアナウンサー）
スポーツアナ時代は10.8決戦など数多くの名場面を実況、全盛期はガッツナイターを支える屋台骨の活躍だった。実況から退いた後は東京支社長→本社常務となり、2009年6月24日で退社。その後尾張温泉東海センターを運営する東海テレビ・ラジオの子会社「東放企業」の社長に就任。2011年からはRADIO SAN-Qでフリーアナウンサーとして高校野球などの実況を担当。その後も2014年7月14日（月）の対阪神戦や2018年3月3日の対楽天のオープン戦（星野仙一追悼試合）でガッツナイターの実況を担当している[注釈 49]。
80歳となった2024年4月29日の対横浜DeNA戦は『ガッツナイターClassic Day』として、3回まで実況を担当（解説：鈴木孝政、4回以降は自局の村上和宏が実況を担当）した[23]。
- 河路直樹（のちにRKB毎日放送→現：フリーアナウンサー）
- 亀関開（のちにテレビ愛知契約アナ→現：フリーアナウンサー）
2024年8月18日の対阪神戦は『ガッツナイターClassic Day』として、3回まで実況を担当（解説：平野謙、4回以降は自局の吉川秀樹が実況を担当）。
- 北山靖
2014年の5月からシーズン終了および、2017年4月下旬からシーズン終了までは担当を外れていた。2021年度に東海ラジオの定年（60歳）に達して嘱託職となり、2022年4月に実況して以降はベンチリポート専業となる。2023年のレギュラーシーズン序盤には土・日曜日のスタジオ担当限定で出演していたが、大澤の中継担当に人事異動以降制約がかかることを受けて、セ・パ交流戦期間中の中継からベンチリポート担当を再開。
2024年は土・日曜日のスタジオの業務とともに、5月6日の対巨人戦は『ガッツナイターClassic Day』として、3回まで実況を担当（解説：宇野勝、4回以降は大澤広樹が実況を担当）[23]。同年度を最後に退社のため離脱。
- 酒井弘明（現：フリーアナウンサー）
2011年以降は出演せず。2015年2月末をもって定年となり、2020年3月まで嘱託職として東海ラジオに在籍。フリーとなった後も土曜・日曜・月曜の日中帯のスタジオ業務を担当していたため、2022年までデーゲーム中継内のスタジオ業務も担当していた。
2024年8月31日の対横浜DeNA戦では『ガッツナイターClassic Day』として、3回まで実況を担当する予定であったが（解説：上川誠二、4回以降は自局の吉川秀樹が実況を担当予定）、台風10号接近の影響で試合が中止となった。
- 鈴木光裕（のちに文化放送→現在フリー）

※以下は実況アナウンサーが不足していた時期に本数契約で出演していた。
- 土門正夫（元NHKアナウンサー）
- 三宅定雄（元毎日放送アナウンサー）
- 松本秀夫（元ニッポン放送アナウンサー。以前から同局制作の裏送りに出演していたが、SF自社制作分では2017年6月から7月にかけて実況を担当）

※以下はベンチリポートのみ。
- 相羽としえ（東海ラジオ在籍時に、ベンチリポートを担当したことがあった。その後フリーで『燃えドラ!スタジアム』や不定期で野球中継のレポーターを担当していた。現在は沖縄に移住し与那原町議会議員）
- 井田勝也（2017年のみ。実況要員の不足を受けて、6月のセ・パ交流戦期間中からシーズン終了まで、ベンチリポートや「ガッツナイター最前線」の進行のみ担当していた。2020年のナイターイン期間には毎週月曜日に『井田勝也のドラゴンズステーション』へ出演していたが、2022年12月に東京支社の営業部へ異動）
- 三浦志麻（タレント、中日の球団公式チアリーディングチーム「チアドラゴンズ」元メンバー。土・日曜日の中日主催のデーゲームに限り、2022・2023年度に中日側のベンチリポートを担当。当初は2020年度からの担当を予定していた[24]が、新型コロナウイルス感染拡大の影響でドーム内での試合・練習取材が大幅に制約されたことに伴って、同年度は代替措置として『ドラゴンズステーション』の火曜分で冠コーナーを担当し[25]、2021・2022年度には、大澤が実況する場合の『ドラゴンズステーション』のスタジオでの進行を代行。ナイターオフ期間中の同番組では、「三浦志麻のウラドラ!」という冠コーナーを火曜日に担当していた。2024年度以降は出演していない）

### その他過去の出演者
いずれも、「ショーナイター」時代の1973年の主な出演者。
- コロムビア・トップ・ライト
- 南利明
- 土居まさる（元文化放送アナウンサー。QR(NCB)アナウンサー時代にもプロ野球中継（のちのホームランナイター）の実況を担当していた）
- 八代英太
- 六代目三遊亭圓窓
- 柳家かゑる（現：五代目鈴々舎馬風）
- 一龍斎貞正
- 小野ヤスシ
- ミッキー安川
- 寺内大吉
- 三代目桂春團治
- ケーシー高峰
- 吾妻ひな子
- 新山ノリロー・トリロー
- 若井はんじ・けんじ
- 林家こん平
- 東京ぼん太
- 青空球児・好児
- 青空うれし・たのし
- 青芝フック・キック
- ロイ・ジェームス

など

## ネットワーク・放送体制
※NRNシングルネット
ラジオネットワーク発足前のフリーネット時代（前身のラジオ東海・近畿東海放送時代を含む）は、カードにより現在のJRN相当のラジオ東京→TBSラジオ・ラジオ九州→RKB毎日放送や、現在独立局のラジオ関東（現：RFラジオ日本）・ラジオ神戸→ラジオ関西との局間ネットを行うことがあった。

### 制作担当局（原則）
| 主催球団／曜日                     | 月  | 火・水・木 | 金  | 土・日       | 土・日     |     |
| 主催球団／曜日                     | 月  | 火・水・木 | 金  | ナイトゲーム | デーゲーム |     |
| ---------------------------------- | --- | ---------- | --- | ------------ | ---------- | --- |
| 基本系列                           | NRN | NRN        | NRN | NRN          | NRN        | NRN |
| 日本ハム                           | STV | STV        | STV | STV          | STV        |     |
| 楽天                               | TBC | TBC        | TBC | TBC          | TBC        |     |
| 巨人・ヤクルト・DeNA・西武・ロッテ | LF  | LF         | LF  | QR（LF）     | QR（LF）   |     |
| 中日                               | SF  | SF         | SF  | SF           | SF         |     |
| 阪神・オリックス                   | ABC | MBS        | ABC | ABC          | MBS（ABC） |     |
| 広島                               | RCC | RCC        | RCC | RCC          | RCC        |     |
| ソフトバンク                       | KBC | KBC        | KBC | KBC          | KBC        |     |

1. ↑  「巨人対中日」のデーゲームがLFで放送される場合、およびナイターオフ編成時のナイターは、LFからネット受けする。
2. ↑  2014年から、日曜日に限り「巨人対中日」デーゲームの代替として裏カードの阪神主催試合を中継する場合は、MBS（競馬中継優先のため放送なし）からの裏送りではなくABCの本番中継をネット受けしている。

### 巨人・DeNA・ヤクルト・西武・ロッテ戦
- ニッポン放送（LF、『ショウアップナイター』)
- 文化放送（QR、『ホームランナイター』)

原則、月～金曜はニッポン放送、土・日曜は文化放送とのネットとなる。ただし、以下のような例外がある。
- オフシーズン編成期に上記球団主催の試合が行われた場合、並びにヤクルト・DeNA主催のデーゲーム、地方球場で文化放送が制作体制を取らない場合は、土・日曜開催であってもニッポン放送から裏送りを受けることが多いが、まれに原則通り文化放送からの場合もある。2012年はニッポン放送の月曜ナイターが行われないため、巨人戦以外の関東圏の試合が組まれる場合、ニッポン放送から裏送りとすることもある。2013年より自社制作を行わない場合のヤクルト・DeNA・西武・ロッテ主催のデーゲームは文化放送制作となっている[注釈 50]。ヤクルト主催の土・日曜デーゲームの場合、2015年5月に秋田で行われた2連戦はニッポン放送が制作を担当し、解説者とヤクルト側リポーターを派遣した。実況と中日側リポーターは村上と大澤が交互に担当したが、2016年4月に5年ぶりに開催された神宮でのデーゲームは、DeNA主催と同様に文化放送が担当した。
- 土・日曜のヤクルト・DeNA主催のナイターが屋内球場で開催される巨人戦の裏カードとなる一方、文化放送で裏送り要員の都合がつかない場合（特に地方球場開催の時）や、ナイターオフ編成時（特に新型コロナウイルス感染の影響で変則日程となった2020年）は、ニッポン放送からネットを受ける。
- 月曜に関東圏でオールスターゲームが行われる場合、「マンデー・パ・リーグ」（2001-2005年、東海ラジオはセ・リーグ優先のため参加せず）以降、2017年まで月曜パ・リーグのNRN担当となっていた文化放送からネット受けとなることがあった。
- 火～金曜にセ・パ交流戦における西武主催の中日戦を放送する際は、TBSラジオの野球中継撤退による2018年のネット再編後も、TBC・KBC/RKB・STV/HBCの様に文化放送からのライオンズナイターのネット受けとせず、ニッポン放送からの裏送りか自社制作のいずれかで対応している。2018年は西武主催の週末開催であったが、開催日が東名阪各局のスペシャルウィークに該当し、東海ラジオ（土・日曜）とCBCは自社乗り込みをしている。ただし、土・日曜のCBC向けも技術協力は東海ラジオと同様に文化放送が担当したため、CBCはHBC・RKBへの裏送り用の予備ブースを使用し、東海ラジオはメインのブースを使用した（ニッポン放送のブースは自社の予備待機で使用）。2021年は新型コロナウイルス感染拡大の影響に加え、スペシャルウィークに該当しなかったことから、11日（金曜）はニッポン放送からの、12・13日（土・日曜）は文化放送からの裏送りで対応した（逆にCBCでは11日をライオンズナイターのネット受け、12・13日をニッポン放送からの裏送りで対応した）。
- 2019年のロッテ主催の中日戦については金・土・日曜共通で、ニッポン放送協力による自社乗り込みで対応した（CBCは文化放送協力による自社乗り込み）。
- 2021年8月24・25日に静岡県の草薙球場で開催されたヤクルト主催の中日戦はニッポン放送[注釈 51]からではなく、SBSが制作を行い、24日は裏送り、25日は「SBSビッグナイター」との局間ネットで放送した（CBCは両日共にHBC制作の日本ハム対ロッテ戦をネット受けした）。
- 2022年9月3日のヤクルト主催の中日戦は、NRN本番カードでないにもかかわらず、東海ラジオ向け裏送りおよびNRN第1予備（解説：前田幸長、実況：胡口和雄、リポーター：師岡正雄）と、ニッポン放送第1自社予備（解説：野村弘樹、実況：山内宏明）を別制作し、後者は『ショウアップナイタープレイボール』と本番カードの阪神対巨人戦で実況を挿入していた。
- 2025年6月13日 - 15日の西武主催の中日戦は、聴取率調査期間のため自社制作を実施。
  - 6月13日＝解説：福留孝介・小笠原道大、実況：村上和宏　※NRNナイター予備カードとしても採用
  - 6月14日＝解説：福留孝介・森繁和、実況：森貴俊
  - 6月15日＝解説：山本昌・小笠原道大、実況：吉川秀樹

#### NRN独占カードの対応
1979年以降NRNが中継権を独占しているヤクルト主催試合は、JRN単独局のCBCラジオでは放送できないため、LF・QRの制作でSFの独占中継になる。ただし、聴取率調査週の試合中継ではLF・QR技術協力による自社制作を行なうこともある。
平日のNRN全国中継を担当するニッポン放送が、巨人主催試合の高額な放送権料節約や、巨人戦以外の全国中継放送本数の契約条件などのために本番カードにヤクルト主催試合を充てた場合は、東海ラジオもヤクルト主催試合を優先的にネット受けし、同じ日に行われる巨人主催の中日戦を雨天予備カードに回すことすらあったが、2002年に横浜主催試合の放送権がJRNへ再開放され、2010年代になるとRFラジオ日本が巨人主催試合の制作を地方開催時や週末を中心に削減した一方、読売新聞社が『ニッポン放送ショウアップナイター』の番組スポンサーとなる形で、ニッポン放送が読売グループから資金援助を得たことにより、巨人主催試合を再度優先的に放送するようになったことなどの諸情勢の変化もあり、平日については予備カードに回ることが大幅に減少し、巨人主催中日戦が放送される頻度が増加した。

#### 関東地区中日ビジターの場合の人員と体制
巨人・ヤクルト・DeNA主催ビジターゲームの場合、東海ラジオはニッポン放送または文化放送制作の実況音源をそのままネット受けするが、中日主催試合については土・日のQRはそのままネット受けすることが多い一方、LFは平日であってもSF技術協力で乗り込みの自社制作を行うことがある（主に聴取率調査期間前後）。また、平日に中日主催の西武戦が行われる場合は2017年まではQRが自社制作（『ライオンズナイター』）を行っていたため、この場合もSFが技術協力していたが、JRNナイターが廃止された2018年以降はCBCからのネット受けに転換している。なお、ベンチリポーターは中日サイドはSF、相手チームサイドはLF・QRのうち当日の中継を担当する局から派遣され、SFとLF・QRが別制作する場合は同じリポーターが両方の中継に登場する（リポーターについてはクライマックスシリーズ(CS)、日本シリーズの中継においても同様の対応）。ただし、中日ビジターゲームのQRからの裏送りの場合は中日サイドのみリポーターが配置されるが、まれにホームチーム側にもつくことがある。中日主催試合の単独放送時はSFからリポーターを両サイドに個別に配置するか、中日サイドのみの配置となる。ただし、2019年は中日主催試合がNRN全国放送カードとなった場合でも、平日のLFは出張費削減の観点から、週末のQRも自社で放送しなくなったことから、どちらも原則としてリポーター派遣を見合わせるようになったため、SFのアナウンサー1名が両軍のリポートを兼務するケースが増えている。
- LFが裏送りを制作する場合、生え抜き・一時在籍を問わない中日OBの解説者（2020年現在はSF兼務の山崎・山本・谷繁・井端のほか、田尾安志・川相昌弘・前田幸長が該当。過去に森中千香良・デニー友利・川崎憲次郎）が解説に起用されることが多い。QR制作分についても、同じく中日OBである西本聖が本番・裏送り問わず一定数起用されているほか（2018年時点）、デーゲームではQRのアナウンサーとSF・LF兼務の解説者の組み合わせという事例もある。また、2021年の交流戦では前田が「西武 vs 中日」で6月13日に放送のLFのCBC向けの裏送りにも出演する<[注釈 56][注釈 57]。

#### 巨人主催試合での制約
一方、同じ中日新聞社傘下にあるCBCラジオ（『ドラゴンズナイター』）と中継試合数のバランスを取るためか、巨人主催試合は原則としてニッポン放送・文化放送制作のNRN全国中継となった場合や、一部のデーゲームや月曜ナイターをニッポン放送が中継する場合のネット受けに限定して行っている。かつ、巨人主催試合ではナイター・デーゲームを問わず東海ラジオによる乗り込み自社制作も原則として行えない。
一方、東海ラジオでは予備カード扱いとなりながら、それ以外のNRN系列局が個別に受けた事例がある。
一例として、1993年8月13日（金曜日）は、NRN本番が「ヤクルト vs 横浜」（神宮。解説：尾花高夫、実況：松本秀夫）で、「巨人 vs 中日」（東京ドーム。解説：森中千香良、実況：山田透）は第1予備カード扱いのため、東海ラジオや、広島戦非開催の中国放送では、本番カードの「ヤクルト vs 横浜」をそのままネット受けした一方、当日阪神戦が非開催かつ金曜NRN担当の朝日放送ラジオは個別に「巨人 vs 中日」をネット受けしていた。
一方、JRNでは「巨人 vs 中日」（解説：有藤通世、実況：中村秀昭）が本番のため、CBCラジオ・MBSラジオ他JRNシングルネット局で放送された。
土・日曜に巨人主催の中日戦デーゲームが組まれた場合はCBCがラジオ日本（RF、『ジャイアンツナイター』）から裏送りを受ける（またはRF協力の自社制作を行う）一方、SFでは対巨人戦を放送せずに全国向けのNRNナイターを放送する日も多い。なお当日が全試合デーゲームの場合はNRN系列局のデーゲーム中継をネットする。この時巨人戦に代えて広島戦を放送するのであれば、RCCからネット受けあるいは裏送りとなる（後述）。裏開催のヤクルト・DeNAの主催デーゲームをニッポン放送発裏送りで放送することもある。ただし、2011年のように巨人主催試合での優勝決定の可能性がある場合は例外的に中継が行われる他、2017年は開幕カードの3連戦を土・日曜デーゲームを含めて全て放送した。また、自社での巨人×中日の中継を行わない場合でも、取材担当（かつナイター予備カード時は昇格時のベンチリポート要員）として、東海ラジオのアナウンサー1名が現地に派遣される。

土曜日のデーゲームで、ニッポン放送が自社ローカルで放送する場合は東海ラジオは2019年以降、ニッポン放送のネット受け事例が増えている。この場合、ニッポン放送は編成の都合により途中で地上波での放送が終了し、独自ネット配信への切り替えがあるが、東海ラジオでは地上波で試合終了まで放送するため、切り替え前に実況アナウンサーから告知があり、ニッポン放送が地上波での放送を終了した後は東海ラジオ向け裏送りとなる。なお、RCCでは、ニッポン放送の放送有無に関わらず日曜デーゲームと一括でRFラジオ日本に裏送りを依頼している。

#### 週末のLF・MBSネットへの対応
かつては、土・日曜のLFとMBSの局間ネット（LF-MBSライン）向けにSFが別制作をしていたこともあるが、1990年代以降はLFまたはMBSがSF技術協力の乗り込み自社制作を行うようになり、2011年からはLF・MBSが自社制作の体制をとれない場合はCBCからネット受けを行うようになったため、別制作は行わなくなっている。一方、LFがデーゲームを放送する場合、ナイターと比べてネットワークの縛りが緩いため、LFが自社制作の態勢をとれない場合はSFから本番組をネット受けする。上述の「巨人対中日」戦の巨人主催試合でSFが放送できない試合の場合に、特に阪神戦（原則として土曜日デーゲーム：MBSラジオ、日曜日デーゲームと土・日のナイター：ABCラジオ）、広島戦（RCCラジオ）を中心に他地域で行われる試合を補填する場合もある。
またまれにではあるが、夏の全国高等学校野球選手権大会の期間中に阪神戦がデーゲームで行われる場合、ABCラジオは高校野球を優先する日程上の関係で、関東で中日戦が行われていた場合、QRからの裏送りでSF-ABC（-土曜のみKRYも）の2 - 3局間ネットとなる試合も存在する。

#### ポストシーズンの対応
クライマックス・セは全試合ニッポン放送とネットを組む。関東地区での試合の場合、当社はニッポン放送の実況音源をそのままネット受けするが、バンテリンドームでの試合の場合はニッポン放送が全戦乗り込みで自社制作するため、東海ラジオの実況音源はニッポン放送の電波・ネット配信では一切流れない。ただし、他のNRN加盟局向けには配信がなされる。
日本シリーズは2017年以前であれば西暦偶数年（セ本拠地から始まる年）は奇数試合（1・3・5・7戦）はニッポン放送、偶数試合（2・4・6戦）は文化放送とのネット、西暦奇数年（パ本拠地から始まる年）はその逆の組み合わせで、かつ2011年までは中日が出場できなければ放送されなかった。2018年は全試合文化放送担当を経て、2019年以降セ本拠地での試合がニッポン放送、パ本拠地での試合は文化放送と整理された。文化放送は2019年以降土・日曜とも公式戦期間のナイター中継を行っておらず、非NRN扱いの平日も2018年以降はCBCラジオとネットを組んでいるため、東海ラジオ制作の中継が文化放送で流れる可能性は事実上無くなった。
在阪球団出場時のNRN配信は第1・2・6・7戦（奇数年オリックス主管・偶数年阪神主管）を朝日放送ラジオが、第3・4・5戦（奇数年阪神主管・偶数年オリックス主管）をMBSラジオが担当するが、オリックスが出場した場合、偶数年のMBSラジオは阪神の出場有無にかかわらず自社でも放送するため局間ネットとなる一方、奇数年の朝日放送ラジオは、阪神が出場しない場合（中日出場時を含めて）裏送りとなる。

ニッポン放送は全試合でNRN全国中継と自社ローカル向けの二重制作を行うが、文化放送は必ず最低1試合はNRN全国中継をネット受けする。なお、2011年の文化放送は偶数試合のみ自社制作し、奇数試合の3,5戦目は東海ラジオ、1,7戦目は九州朝日放送制作のNRN全国中継をネット受けした。

### 阪神・オリックス戦
- 毎日放送→MBSラジオ（『MBSベースボールパーク』）
- 朝日放送→朝日放送ラジオ（ABCラジオ、『フレッシュアップベースボール』）

| 主催球団／曜日 | 主催球団／曜日 | 月         | 火・水・木              | 金                      | 土・日 | 土・日 |
| 主催球団／曜日 | 主催球団／曜日 | 月         | 火・水・木              | 金                      | ナイトゲーム | デーゲーム |
| -------------- | -------------- | ---------- | ----------------------- | ----------------------- | --- | --- |
| 中日           | 阪神戦         | ABC        | MBS                     | ABC                     | ABC | SFローカル |
| 中日           | オリックス戦   | SFローカル | SFローカル              | SFローカル              | SFローカル | SFローカル |
| 阪神           | 中日戦         | ABC        | MBS                     | ABC                     | ABC | MBS裏送り |
| 阪神           | 非中日戦       | (中継無し) | NRN全国中継対象試合のみ | NRN全国中継対象試合のみ | ABC ※中日戦が非開催または巨人主催デーゲーム開催かつ放送できず、裏カードにデーゲームがない場合のNRN全国中継対象試合のみ | 土曜：MBS 日曜：ABC |
| オリックス     | 中日戦         | -          | MBS裏送り               | ABC裏送り               | - | MBS裏送り |
| オリックス     | 非中日戦       | (中継なし) | NRN全国中継対象試合のみ | NRN全国中継対象試合のみ | ABC ※中日戦が非開催または巨人主催デーゲーム開催かつ放送できず、裏カードにデーゲームがない場合のNRN全国中継対象試合のみ | MBS・ABCのいずれかの裏送り ※中日戦が非開催または巨人主催デーゲーム開催かつ放送できず、裏カードのデーゲームのNRN系列局への裏送りが行われる場合のみ |

1. ↑  在阪局が自社制作を行わない場合、土曜に限りMBSとの局間ネットとなることがある。
2. ↑  NRN全国中継対象となった場合は、対阪神戦と同様の扱い（土曜はABCが中継せずMBS・LFが中継する場合、SF＝LF＝MBS・QR経由NRN＝KRYの変則ネット）になるとみられるが、2024年までの時点では実例がない。
3. ↑  2014年から、日曜日に限り「巨人対中日」デーゲームの代替として裏カードの阪神主催試合を中継する場合は、MBS（競馬中継優先のため放送なし）からの裏送りではなくABCの本番中継をネット受けしている。
4. ↑  NRN全国中継本番となった場合は、ABC裏送り（ロッテまたは楽天主催阪神戦裏カード時は自社でも予備編成）および、土曜のKRYとの局間ネットになるとみられるが、2024年までの実例はない。
5. ↑  2024年時点ではSTV・KBCが週末デーゲームの中継（STVは平日も）を原則として休止し、TBCは経費の都合からオリックス主催試合の制作委託依頼を休止しているため、SFでの中継が可能なのは、開幕カードや優勝争いに絡む試合などで例外的に中継した場合のみとなっている。またこの場合はビジター地元局の乗り込み制作となることもある。

原則として火 - 木曜と土･日曜デーゲームはMBS、月･金曜と土・日曜のナイターはABCとネットを組む。2007年まで土・日曜の中日主催時はSF制作版をラジオ大阪（OBC、『ドラマティックナイター』）へネットし、MBSはSF協力での自社制作かSF裏送り、LF制作版のいずれかをそのまま放送していた。また、阪神主催のナイターはラジオ大阪のネット受けまたは裏送りで中継を行っていた。しかし2007年を最後にラジオ大阪が野球中継から全面撤退したため、2008年・2009年の土・日曜は全面的にMBSとネットを組むことになった。2010年から土・日曜のJRNナイターが原則廃止され、ABCが土・日曜のNRNナイター担当局となったため、現行の体制となった。
1976年から1980年までABCが阪神主催試合の優先契約を結んだ影響で、MBSが全国中継カードを主体とした放送体制とした1979年までは、対阪神戦ではABCとの局間ネットとなる月・金曜日以外は、中日主催時はローカル放送となることが多く、阪神主催時はMBS（1977年以降はNRNナイター週末担当となったOBCも）に製作本数の制限がかかったため、SFまたはLF（土・日曜はQRも）が乗り込むか、平日はABCがSF＝LF予備＝NRN向け裏送り分をCBC＝TBS予備＝JRN向けと二重制作するかのいずれかとなっていた。

対阪神戦については、阪神主催の場合は上記担当局との局間ネットとなるが、中日主催の場合は2003年以降両局によるSF協力の自社制作が大部分となり、高校野球期間中のABCも2009年から自社制作するようになったため、SF単独での放送が多くなっているが、2004年は阪神が優勝争いから脱落した関係でMBSにおける8月以降の試合が、2011年は7月5日からの3連戦と8月30日・31日の試合、2012年は6月26日からの3連戦と7月25日・26日の試合がそれぞれSFとの局間ネットとなった。なお、MBSでの中継がない日曜デーゲームを除き、MBS･ABC自局で中継がある場合はネット受けしない場合であっても、ネットワークの曜日に応じてMBS･ABCのどちらかから阪神サイドのリポーターが派遣される。

対オリックス戦については、上記担当局でオリックス戦が中継されることは少ないので、中日主催は単独放送、オリックス主催は上記担当局制作の裏送りとなる。上記担当局において予備カードとして組み込まれていない場合は、後述のように現地局の解説者+SFアナウンサーという形が採られることがある他、聴取率調査期間に該当した場合は実況・解説・リポーターとも自社で揃えることがある（最近ではCBC・SFとも2019年が該当）。巨人対中日戦の裏カードまたは中日戦非開催かつ阪神戦が非開催の時に、裏カードのオリックス主催試合を放送する場合、対ソフトバンク戦ではKBC向け裏送り分（MBS・ABCのどちらが担当するかは一定していない。KBC向けがABC担当の場合、阪神対中日戦や土曜の対中日以外の阪神戦では本番MBS・予備ABCの切り替えが発生）をネットすることが想定されるが、対日本ハム戦の場合はSTVが2021年からデーゲームと土・日・月曜ナイターの中継を休止しているため、ABC・MBSのいずれかの裏送りによるHBC＝SFの変則ネットを特例で行うかどうかは未定。

日曜日のデーゲームはMBSが中央競馬中継（『GOGO競馬サンデー!』）を最優先として放送しないため、阪神主催であっても裏送りとなる（中日主催は当然ながら単独放送）。ただし2014年以降は日曜デーゲームの「巨人×中日」の裏カードや屋外球場開催の中日戦（北陸シリーズのホームゲームや本拠地が屋外の広島・ヤクルト・DeNA主催など）の予備カードの昇格で阪神主催ゲームを放送する場合、ABC制作中継のネット受けをする。この場合対広島戦ではRCCとの3局ネットとなる。デーゲームでは2021年5月2日が最初の実例となり、2022年も4月10日や2023年5月21日にも行われたが、いずれもNRN単独局のSFがネットしていながら、前日にRCCとの局間ネット（MBSがSFとの局間ネット）を行っていることから、機材運用の簡便化のため、他球場速報ではJRNの速報チャイムが使われることが多いが、2023年9月10日はこの事例で初めてNRNのチャイムを使用した（ナイターでは2020年の日曜に一応のNRN本番扱いで一足先に実績があるが、この時はNRNの速報チャイムを使用した）。また2020年は変則日程により、10月以降は土・日曜でも中日が屋外開催のビジターゲーム時に予備補充を行うことがあるが、阪神主催ゲームについては土曜はMBSから、日曜はABCからの補充としている（最初の実例は10月3・4日の『DeNA vs 中日』〈QR制作裏送り〉の予備の『阪神 vs 巨人』）。

この競馬中継はGIなどの重賞レースのレース実況に限りCBCにもネットされるため、その場合は短い時間ではあるがMBS制作の番組で在名の2局が競合することになる。
- 日曜開催の阪神戦デーゲームについては18時以降も試合が続いている場合はMBSも飛び乗りで放送するが、2011年シーズンは「延長戦で試合開始から3時間30分を経過した場合は次のイニングに入らない」という特別ルールがあり、原則14時開始となる阪神甲子園球場でのデーゲームは、悪天候による中断などがない限り、試合終了が18時を越えることはない。そのためか、SFのアナウンサーがMBSの解説者と組んで日曜日の阪神主催デーゲームで実況する機会があった。

- かつてナゴヤ球場・ナゴヤドームでオリックス・旧近鉄主催ゲームが開催された場合は、NRN向けをSF制作でカード編成により素材収録待機、自社でのローカル放送、MBS・ABCのいずれかへの裏送りや局間ネットを行うこともあり、まれに全国ネット本番となることがあった。

- ナイターオフ編成時は、ナイター編成期間と比べてネットワークの縛りが緩いため、本来SF-ABCとなるべき月・金曜ならびにナイター時の土・日曜日でもSF-MBSのネットとなることもあり（この場合、CBCのネット相手もABCとなる）、ナイターオフ期も多数の試合を残していた2011年度は、SFがMBSに対して予備カードの融通を行った。また、本来MBSとネットを組む曜日であっても、MBS・CBC両局が中継しない場合はSFがネット受けするカードをABCが予備カードとして設定した事例もある[注釈 72]。また、中継以外の野球情報番組で系列局からのリポートがある場合、SFの番組にはMBSのアナウンサーが出演することが多い（CBCにはABCのアナウンサーが出演することが多い）。

#### クライマックスシリーズ
クライマックスシリーズについては、
- 2010年までは曜日に関係なくMBSとネットを組んでいた[注釈 73]
- 2011年度はナイター編成期間通りのネットワーク関係となり、水・木曜開催の第12戦はMBS、金 - 日曜開催となった第3 - 5戦はABCとネットを組んだ。
- 2012年度は2010年度までと同じ態勢に戻り、ファーストステージはSF-MBSの局間ネットで中継、ファイナルステージはMBSが第5戦まで自社制作したが、第6戦はLFの実況音源をSFと共にネット受けした。
- 2014年のファーストステージは阪神主催となったが、広島の最終戦の結果によっては広島主催になる可能性があったため、主催球団に関係なくLFの自社制作分をネット受けすることになり、MBSからのネット受けは行わなかった。

#### 日本シリーズ
日本シリーズでは
- 2018年まで第1・2・6・7戦はMBS、第3・4・5戦はABCとネットを組んでいた。
- 2018年より、NRNの配信がパ・リーグのホームゲームはQRが、セ・リーグのホームゲームはLFが幹事となり、在阪球団の主管分の制作・配信は第1・2・6・7戦がABC（西暦奇数年＝オリックス・偶数年＝阪神。阪神非出場時はオリックス戦の奇数年裏送りのみ参加）、第3・4・5戦がMBS（西暦奇数年＝阪神・偶数年＝オリックス。出場球団にかかわらず放送）の担当となった。
- 2019年からABCが阪神の出場時のみ自社で放送し、オリックスの出場時は西暦奇数年にNRNへの裏送りのみ実施。
- 2021年のオリックス主管の第1・2・6・7戦はABCの裏送り分をネット受け。
- 2022年はオリックス主管の第3・4・5戦はMBSが自社放送とQR-NRNへの配信を行い、SFでもネット受け。

### 広島戦
- 中国放送（RCCラジオ、『Veryカープ!RCCカープナイター』『Veryカープ!RCCカープデーゲーム中継』

主催球団を問わず、原則として水～金曜全般ならびに月・火・土・日曜ナイターは局間ネットを組む。土・日曜デーゲームは中日主催は原則として単独放送。広島主催はRCC制作で裏送り（土・日曜にCBCが乗り込み自社制作した場合は局間ネット）が行われる。
土・日曜ナイターについては元々はデーゲームと同様のネット対応としており、2010年の週末JRNナイター廃止後も、2014年までのRCCはデーゲーム・ナイターを問わずCBCからネット受けしていた。
2015年から、RCCは機材運用の簡便化のため土・日ナイターをNRN扱いに固定したため、2015年に唯一週末ナイター開催となった9月18日（土曜）はRCCはリポーターを派遣の上SFからネット受けしたほか、2017年の金・土・日の広島主催ナイター3連戦は3試合ともRCCからのネット受け（すなわちCBCは全試合裏送り）となる。

TBSラジオが野球中継から撤退した2018年からは、RCCは月・火曜ナイター（月曜は個別ネット、火曜はNRNナイター本番・予備扱い）もSFとの局間ネットに切り替え、CBCとのネット関係は土・日曜デーゲームのみとなった。月・火曜日がデーゲーム開催となった場合は、ネット局や要員などの都合により柔軟に対応しているため必ずしも決まっていないものの、どちらかといえばCBCを含むJRN系列局やRFラジオ日本とのネットを優先している。
- RCCがJRNラインを採り局間ネットとならない土・日曜デーゲームの中日主催試合では、RCCからの広島サイドのベンチリポーター派遣はNRN全国中継となった場合に不定期に行われる程度（近年はない場合が多い）であり、RCCのリポーターが派遣されない場合はSFから広島サイドのベンチリポーターが派遣されるか、SFのアナウンサー1名が両サイドのリポートを兼務する。逆に広島主催の場合は土・日デーゲーム開催で、かつ全国放送でない場合であってもRCCから広島サイドのリポーターが派遣される（地方球場開催の場合はRCCから派遣されず、SFアナウンサーが両サイドのリポートを兼務することがある）。なお、2020年は新型コロナウイルス感染拡大防止の観点から両局ともビジターへのアナウンサー派遣を見合わせているため、曜日に関係なく、中日主催試合ではSFのアナウンサー1名が両サイドのリポートを兼務し、広島主催試合では実況アナウンサーが両サイドの談話紹介を兼務する。

- かつては、土・日曜の広島主催デーゲームで不定期にRCCがSFと局間ネットを組み、CBC向けを裏送りにした事例もあり、現在でも土・日曜日にCBCが自社制作した場合（RCCが技術協力）に、RCCが通常裏送りとしているSF（2014年以前のナイターはQR-NRN予備または本番）向けをRCC-SFの局間ネットに切り替える場合もある[注釈 77]。

- カード編成や要員の都合によっては、土・日曜ナイターで自社-SF-NRN向け、CBC向け裏送り、LF/MBS向け裏送りを、聴取率調査期間に自社向け・SF-NRN向け裏送り、CBC向け裏送りを別制作する場合もある。

- 過去に長良川球場で広島主催の中日戦が行われた際には、広島主催ながらCBCおよびSFの制作で放送され、RCCはリポーターを派遣の上で曜日に応じてどちらかからネット受けしていた。

- CBC・SFとも同日に広島乗り込みの自社制作を実施する場合、週末デーゲームについてはRCCの中継が自社単独放送となるため、RCCの中継をJRN・NRN共用素材扱いとし、SF向け・CBC向けのどちらも制作する必要がなくなるナイターについては自社放送分をそのままNRN予備または本番扱いとすることが想定されるが、2015年現在はデーゲームのみ6月に実績がある。

- RCCの解説者が不足した時期には、JRNナイター廃止以前に広島主催試合の裏送り分を受けていた（月・）火・土・日曜にSFが乗り込み自社制作を行った事例があった。

- 2016年9月7日ならびに8日は本来であれば局間ネットの曜日であるが、6日の時点で広島が優勝マジックを4としており、両日に広島の優勝の可能性があったため、RCCは自社向けを広島ローカルとし、SF（NRN予備）向けは裏送りの別制作となった（CBC（JRN全国中継に昇格）向けも加えて3重制作し、さらに自社乗り込みを実施したLFにも技術協力を行った。7日はRCCがテレビ中継も行っており人員が不足していたため、SFならびにCBCの中継ではRCCからリポーターが派遣されず在名局のアナウンサーが広島・中日の両サイドを兼務した。さらにCBC向けは解説者も同局から派遣された）。

- 「巨人 vs 中日」がデーゲーム開催となった場合、原則としてSFでは中継しない（前述）ことや、年度により屋外開催の中日戦でデーゲームでも予備補充を行うことから、2013年から裏カードの広島主催ゲーム（対阪神・DeNA・ヤクルト戦）をRCCからネット受けすることがあり、対阪神戦は時折ABCが自社制作を見送った場合に、RCC＝ABC＝SFの3局ネットとなる。通常RCCは2017年まで土・日曜デーゲームの自社単独放送ではJRNの速報チャイムを使用していたが（RCCはラテ兼営局でテレビ系列がJNNであるため。但し、報道用素材としてはNRNと共用）、この場合はSFに配慮してNRNの速報チャイムを使用していた。2018年からは自社単独放送でもNRNチャイムを使用することが多い（稀にJRNチャイムの場合がある）。

- 2018年以降、東海3県の中波ラジオ局における中日非関与の広島主催試合の中継は（NHK R1が散発的に放送しない限り）事実上SFの独占放送となった。これはTBSラジオの野球中継撤退（前述）に伴い、CBCラジオにおけるそれが事実上放送不可能になったことによるものである[注釈 78]。

### 日本ハム戦
- 札幌テレビ→STVラジオ（『ファイターズLIVE』）

曜日･主催球団に関係なく、原則局間ネットとなるが、日本ハム主催では2024年の様に聴取率調査週間の期間中だと乗り込み自社制作を行うことがある。なお、2016年までデーゲームをSTVで放送しなかったため、STV制作の裏送りが行われる場合はSFから実況アナウンサーが派遣されたこともある（2012年の土曜デーゲーム、2015年の土・日曜デーゲームが該当）。日本ハム主催で行われた2018年は局間ネットにもかかわらず、STV側の人員配置の都合上、1試合のみSFのアナウンサーが実況を担当している。
- 中日と日本ハムが戦った2006年と2007年の日本シリーズでSFは2006年の第3戦でSTV制作分をネット受けしたが、それ以外は全試合SFが自社制作した（札幌ドームの試合はSTVが技術協力）。一方STVは札幌ドームの試合のみ自社制作（日本ハムの日本一決定試合となった2006年第5戦は自社向けとNRN向けを二重制作）し、ナゴヤドームでの試合は全てSF制作のNRN全国中継をネット受けした。
- なお、2021年にSTVラジオが土・日曜デーゲームの放送を休止したため[注釈 79]、SFが中日戦非開催時または編成上の都合で「巨人 vs 中日」のそれが放送できない代替の裏カードや屋外開催の中日戦の予備からの昇格として日本ハム主催デーゲームを放送する場合、北海道放送[注釈 80][注釈 81]の『HBCサタデー・サンデーファイターズ』をネット受けするのか、「日本ハム vs 中日」同様STVがSF向けに裏送りするのかは実例がないため未定[注釈 82]。

### 楽天戦
- 東北放送（TBCラジオ、『パワフルベースボール』）
  - 中日主催の場合、月、水～金曜はSF-TBCの局間ネットで、それ以外の曜日はSFの単独放送となる。
  - 楽天主催の場合、SFは曜日に関係なくTBCの配信を受け、月、水～金曜はTBC-SFの局間ネット、火・土・日曜は裏送りとなる。また、略称の「TBC」が「CBC」と似ているため、SFへのネット時は「東北放送」と呼称する配慮を行っている。
  - 2006年と2011年は楽天主催試合が土・日曜に開催され、両年ともCBCが全戦自社制作したが、同じNRN・JRNクロスネット局のRCCとは異なり、TBCは自社向けをJRN向けの単独放送とし、SF向けは裏送りとした。福岡のRKBやKBCに対しても同様の対応を取っており、何らかの事情でCBCが急遽自社制作を取りやめる場合を想定して、この対応を取っているものとみられる[注釈 83]。
  - 2011年以降は裏送りとなった場合にSFから実況アナウンサーが派遣されるケースもある[注釈 84]。
  - 土・日曜にSFが中日戦非開催時または「巨人 vs 中日」が放送できない代替の裏カードや屋外開催の中日戦の雨天予備補充として、中日の関与しない楽天主催デーゲームを放送する場合は、CBCが同じ試合をネットする可能性がないため、対西武・ロッテ・オリックス戦ではTBC-SFの局間ネットに切り替えられる。この場合、TBCが競馬中継で中断している間のみ、SF向けには裏送りで中継を継続する。また、他球場速報のチャイムもSFに合わせてNRNのものを使用する[注釈 85]。対ソフトバンク戦が該当した場合は、TBCが自社とRKBの局間ネット分とKBC向け裏送りを二重制作するため、KBC向け裏送り分をネットする可能性が想定されたが、2023年はKBCが局間ネットとならない週末のビジターゲームの中継を縮小した一方、RKBがLFやQRに加えSFとも個別ネット関係があることを踏まえ、また対日本ハム戦が該当した場合は、前述の通りSTVが2021年からデーゲームと土・日・月曜ナイターの中継を休止している一方、HBCがNRNにも加盟していることを踏まえ、TBC＝HBC（またはRKB）＝SFの変則局間ネットとするか、TBCがSF向けに別途裏送り行うかは未定。
  - 2025年6月10日 - 12日の楽天主催の中日戦は聴取率調査期間のため乗り込み自社制作を実施（CBCラジオも聴取率調査期間のため本社スタジオからのオフチューブ実況による自社制作を行う関係上、TBCは10日 - 12日とも屋内球場より下位のNRN予備扱いで自社単独放送。10日のみ自社スタジオからのオフチューブ実況）。
    - 6月10日＝解説：山﨑武司・平石洋介、実況：森貴俊（この試合のみ山形市きらやかスタジアムでの開催のため、TBCのスタジオからオフチューブで実況）
    - 6月11日＝解説：福留孝介・山﨑武司、実況：吉川秀樹
    - 6月12日＝解説：谷繁元信・岩瀬仁紀、実況：森貴俊

### ソフトバンク戦
- 九州朝日放送（KBCラジオ、『ホークスナイター』『ダイナミックホークス』）

ソフトバンク主催の場合はKBC制作分をそのままネット受けするが、日曜デーゲーム中継では2018年シーズンまでKBC自社では中央競馬中継（MBS発『みんなの競馬』→『GOGO競馬サンデー!』の一部ネット受け）を挿入するため、その間は一時的に裏送りが発生した。また中日主催の場合、2010年度まではKBCがSF協力の自主制作で対応していたが、2011年度以降は同局の自社制作縮小により、SF-KBCの局間ネットでの中継となっている。また、2011年の中日主催の2連戦のうち、初戦はKBCだけでなく、長崎放送･NBCラジオ佐賀･熊本放送にもネットされ、さらに2戦目はNRN全国中継となったため、前記3局は事実上2日連続のネットとなった。
- 中日とソフトバンクが対戦した2011年の日本シリーズは福岡Yahoo! JAPANドームでの試合はKBC、ナゴヤドームでの試合はSFが制作し、ビジターカードは両局ともネット受けで放送した。ただし、3勝3敗となった第7戦は両チームに日本一の可能性が出たため、急遽SFが福岡Yahoo! JAPANドームへ乗り込んでの自社制作に切り替えた。なお、ナゴヤドームでの第4戦はKBCから前田幸長が派遣され、宇野勝(SF解説者)とのダブル解説となった（なお、前田は中日OBでもある）。
- 2015年には8月30日に中日が関与しないソフトバンク主催のデーゲーム（対日本ハム戦）をKBCからネット受けした。同日は「巨人 vs 中日」がデーゲーム開催でLFは関東ローカルで中継するものの、全国ネット扱いでないためにネット受けできず（QR-NRN向け報道取材と素材録音はSFが自社乗り込みで実施）、ナイターの時間帯についても蒲郡競艇場で開催される第61回モーターボート記念競走優勝戦の中継（QR制作）を優先し、ナイター中継（当日のNRNナイターはABC制作の「阪神 vs ヤクルト」）のネット受けを行わなかったための措置である。
- 2021年8月14日・15日も「巨人 vs 中日」がデーゲーム開催で、関東地区での放送がなかったことや、ナイター枠の編成上の都合から、KBCから「ソフトバンク vs 日本ハム」のデーゲームをネット受けした。なお、2021年はSTVラジオが土・日曜デーゲームの放送を休止したため、KBC・SFの局間ネットとなった。また、2025年5月18日も、「巨人 vs 中日」の裏カードとしてABCからネット予定の「阪神 vs 広島」（ABC-RCC-SFの3局ネット）の予備カードとしてKBC制作の「ソフトバンク vs 楽天」が編成されている（ABC・RCCは予備補充なし。TBCはRKB制作分をネット予定）。
- かつて、ナゴヤ球場やナゴヤドームでパ・リーグチーム主催の対ホークス戦が行われた際にはSF制作でKBCへの裏送りが行われたこともある。
- 中日のビジターゲームが屋外開催の場合、ソフトバンク主催試合をよびカードに組み入れることがあるため、2023年6月11日（日曜）は「楽天 vs 中日」が中止となったことから、「ソフトバンク vs 巨人」をKBCからネット受けした。
- KBCが制作委託が必要なカードを中心にビジターのデーゲームと土・日曜ナイターの中継を縮小しているが、本カードは常時局間ネットが可能なため、「中日 vs ソフトバンク」が土・日曜デーゲーム開催となった場合に引き続き局間ネットを行うかは未定（2023年はソフトバンク主催で火 - 木曜に開催）。

### その他
- ビジターでのロッテ戦・オリックス戦は、それぞれ予備カードからの昇格や他に試合がない場合の平日でない限り地元の在京・在阪ラジオ局では原則的に放送されないので事実上独占中継になる場合がある。一方ヤクルト戦・DeNA戦は、巨人主催ゲームの裏カード時に、高額な巨人戦放送権料を節約する関係上、巨人主催ゲームを予備カードとした上で全国ネット本番カードとなることがある。この場合巨人主催が対中日戦だと、SFでは前述の理由から原則として全国ネット本番のヤクルト・DeNA戦を放送している。
- 中日が他チームとデーゲーム、他球団でナイトゲームを行なっている場合、中日戦が18時台でも試合を行なっている状況下で他球団（巨人優先）がナイトゲームを行なっても、当然ではあるが中日戦の実況を続け、中日vs他球団との試合中継終了後に他球団（巨人優先となることが多いが、近年は順位争いをする阪神などのカードを放送する場合もある。まれにパリーグの試合を放送することもある）のナイトゲームの中継に飛び乗る（ただし、ナイトゲーム中継の無い月曜日は除く）。左の状況でNRN系列でナイトゲーム中継の代わりにレインコート番組をナイトゲーム帯に放送している場合でも中日戦の中継終了後に飛び乗りする。
- 日本シリーズについては中日が出場しない年は、長年SFが中継を行わなかったため、中京地区ではNHK R1とCBCのみの放送となり、前者は途中18:50～19:30にニュースによって中断され、後者は同一周波数に出ている北朝鮮局（救国の声放送→朝鮮中央放送）との混信が最悪となる時間に差し掛かるなど、クリアな状態且つ完全放送で聴くことが出来なかった。前述のように2012年から2019年までは中日不出場にもかかわらず中継を行ったため、この状況は一旦は回避されていた。しかし2020年に再び、中日が出場しない場合は中継しない方針としたため、中京広域圏で中日が出場しない年の日本シリーズを聴くにはNHK R1を受信するか、radikoプレミアムに入会してニッポン放送・MBSラジオや出場球団の地元局などを聴くしかなくなった。
- 前記の通り、巨人主催試合の自社制作がCBCとの兼ね合いで行っていない。また、クライマックスシリーズのナゴヤドーム以外での開催分も、CBCが自社制作する一方で、SFはLFやMBSなど現地局からのネット受けでの放送となっている[注釈 86]。
- 巨人主催試合のデーゲームが行われる場合、SFは中継を原則行わないため、他球場のデーゲームをRCC・ABC・KBC・TBCからネット受けする（過去にはLFやMBSから裏送りを受けたこともあった）ほか、2011年からは土・日とも中日戦デーゲームを放送した場合のナイター中継を行っていないため、普段放送されないNRNナイターのネット受けで振り替えるケースもある。
- 他局でも見られるが、SFはビジターゲーム・中日主催試合の地方開催分（一部を除いて特に2日間開催）中継の自社制作において、それぞれ交互で、実況・リポートを担当するアナウンサー2名・解説者1名の布陣で行うことがある。また、遠征先の放送局で中継の予定がない場合などには、解説者・リポーターを遠征先の放送局で揃え、実況をSFのアナウンサーが担当することで自社制作扱いとなる中継もある（2010年6月13日の札幌ドーム「日本ハム vs 中日」など。同日はデーゲームのためSTVが放送せず、SFの単独放送となったため）[注釈 87]。2014年はこういったケースの場合、SF解説者も帯同するようになっており、同じ解説・実況組み合わせで2日連続担当することも多かった。2019年はQRが自社でのナイター中継を取りやめたため、週末に関東で行われる中日戦ビジターゲームがNRN全国中継に指定された場合も、SFのアナウンサーが実況するフォーマットを適用する場合があり、土曜開催分はそのまま福井放送（2019年まで）と山口放送へネットされる。この場合でも、「文化放送の制作で全国の皆様にお送りしています」とアナウンスしていた。
- 2006年までの自社制作のデーゲーム中継（「東海ラジオ ドラゴンズスペシャル」）のオープニングでは、普段のナイター中継のときと異なり、スタジオのアナウンサーが提供読みなどの作業を行うのではなく、専用ジングルが流れたとともに、いきなり実況アナウンサーが登場していた。
- 2007年のデーゲーム中継については、ベースボールデスクがスタジオでスタンバイするため、「オープニング→CM→試合中継開始」となっていたこともあった。なお2008年はタイトルコール後、実況本編へ直接放送されている。
- 2007年頃までは聴取率調査週間やクライマックスシリーズ、日本シリーズにおけるビジター自社制作を行なっていたが、2008年以降はほとんど行なっていない。ただし2015年6月の聴取率調査週間ではビジター（マツダスタジアム）での自社制作で全試合ダブル解説かつSFアナの実況で放送する。
- 日曜デーゲーム開催の中日主催カードを中継する場合、ネット局が発生するカードは2022年まではKBCにネットされる対ソフトバンク戦のみだったが、前述の通り2023年より同局が週末のソフトバンクビジターゲームの中継から撤退したことにより、対戦相手に関係なく東海ラジオ1局のみのローカル放送となった[注釈 88][注釈 89]。

### 例外
- 2011年9月1日の試合は本来であればSF-MBS（その他クロスネットを含むNRN各局向け予備カード）のネットであるが、この日CBCとMBSがそろって開局60周年となったための特別合同中継を開催したため、SF単独（その他MBS以外のクロスネット局を含むNRN向け予備カード）での放送となった。ABCとMBSはどちらもCBCと組む形になったため（ABCはCBC協力の自主制作を実施した他、ベンチリポーターがCBC裏送りJRNネットの阪神側も兼務した）、在阪局のリポーター派遣はなかった（阪神側のリポーターはSF側で配置した）。
- 2018年7月24日の「中日対DeNA」（浜松球場）は、中日主催試合なので本来は他の地方球場同様に自社制作で中継するが、地元のSBSがこの年のみNRNナイターの割当日を火曜日にも拡大したため[注釈 90]、同局が制作する中継をネット受けした。SFから解説に山崎武司を派遣し、中日リポーターは森貴俊が担当。実況は岡村久則、DeNAリポーターは牧野克彦（共にSBSアナウンサー）が担当した（大澤弘樹は自身のTwitterで、SBSからのネット受けは数十年ぶりだったとコメントしている）[注釈 91]なお、翌年の7月5日にも同所で開催の中日対ヤクルト戦をSFとの局間ネットで放送する予定だったが、雨天中止となった。

## ラッキー7における「燃えよドラゴンズ!」の放送について
- 2008年まではホームゲーム[注釈 92]はラッキー7の7回裏攻撃前にCMを流さず、球場内で流される「燃えよドラゴンズ!」をそのまま放送した。

なお、SF制作で全国又は複数局に放送される場合は、CMを流していたネット局が試合中継に再び戻ってくる対応のため、曲の途中で実況アナウンサーの声が入ることがあるほか、ネット局対応のため、「燃えよドラゴンズ!」の曲のスタート部分が放送されないこともあった。

## ベースボールデスク
2007年～2009年の中日戦中継において、SFの本社スタジオに、「ベースボールデスク」の名称でスポーツアナウンサーを1人配置させ、イニング間に以下のような情報・番組企画を届けることになった（2006年度までは宿直担当アナウンサー等が、スタジオ全般を担当していた。なおベースボールデスクができてからも、中日戦以外の中継においてのスタジオ担当全般及び、中日戦においての交通情報・天気予報は担当している）。なお他局では珍しい企画なのか、ビジターゲームでの裏送り制作では球場の放送席で放送が流れているようで、YES･NOクイズや豆知識についてしゃべることもある。
ベースボールデスク制度ができてから、イニング間のうちに情報を伝えられず、試合が始まってしまうことがある。そのためか、本社スタジオ内には中日の試合状況を確認できるようにモニターが設置してあるらしく、時間がオーバーした場合は、担当アナが試合状況をしゃべってから、再び球場へマイクを切り替える事もある。
2010年度からは実施されていないが、グランパス試合速報、選手インタビューといった一部企画はイニング間やガッツナイター最前線で実施されている。
クイズ
- 2009年からは『ガッツナイター YES･NOクイズ』をリニューアルし、「8時（稀に変更あり）だよ全員注目」（コーナーコールからバックには8時だョ!全員集合を流している。指定時刻までに番組が指定した内容がどうなっているかを予想）など様々な形式のクイズが出題される。正解者にプレゼントされる商品も、ネット通販限定の選手グッズやガッツナイター福袋・ガッツナイター森野将彦定額給付券（2009年4月10日～）になった。

他球場の速報以外の、スポーツニュース
ウエスタン情報
- 中日のファーム（2軍）の試合結果を伝える（稀にナゴヤ球場での練習の取材結果も放送される）。ナゴヤ球場及びナゴヤドームにて開催された中日の2軍試合において、活躍した選手を中心としたインタビュー録音が放送されることもある（2008年は吉川秀樹が主に担当していたことから、必ず放送されていた）。なお2008年までバックには「西部劇」をもじって「ララミー牧場のテーマ」が流れていた。2008年までは吉川が担当することが多かったが、2009年以降は他のアナウンサーも担当しているようである。

若手選手企画（特定のコーナー名はなし）
- 2009年よりスタート。ガッツだ!ドラゴンズでも行われていたネクストジェネレーションと同じ形式で、ガッツナイターでは2～3日に分けて若手選手のインタビューを放送する。

名古屋グランパス試合速報／グランパス関連ニュース（試合が行われる前日や選手から代表選手が選ばれた場合など）
- 試合速報は、ガッツナイター・ガッツナイタースペシャル（デーゲーム中継）中継中に試合が行われている場合のみ

ニュース・話題
- 不定期。基本的にはスポーツ以外のニュース・話題を紹介している。

中継中に放送される交通情報・天気情報担当者への受け渡し担当
- 交通情報は1回裏終了後に放送。提供：若鯱家）、天気予報〔ナイター時は、5回裏終了時に放送（デーゲームの場合も、土曜日のみ放送される）。提供：各社。ナイターは夜勤担当アナ、デーゲームは他の番組と同じくシフト制〕

プロ野球・中継している試合に関連した豆知識
- 不定期。主に中継している試合に関連した記録・エピソードなど

○○（解説者名）が分析セ・リーグ/パ･リーグリーグ○○（チーム名）編
- 2009年4月17日のナゴヤドームの巨人戦からスタート。解説者が敵チームの分析を行い、分析内容を話す。セ・リーグでは鈴木孝政、パ・リーグでは平野謙が担当することが多い。

今日のハイライト
- 当日の中日戦で、もっとも印象的だったプレー・試合状況等の実況音声を放送（ハイライトの数は指定なし。試合中印象的なプレーの場合は敵チーム関係なく放送される。例：2009年8月16日では中日が負けた為、他球場で達成した山崎武司選手の350号本塁打のシーンを放送した）。ドラゴンズが勝つと明るい曲とともに放送され、負けると暗い曲とともに放送される傾向にあるほか、日によっては、その日の試合を連想されるような選曲となっている。
  - 2008年からは試合内容があまりにもふがいなかったりする場合はハイライトを放送せずにエンディングトークを行い番組が終了することがある。

ナゴヤドーム開場10周年クイズ
- 2007年のみ。中日戦中継時のみ、試合の中盤にクイズを出題。はがきのみの応募。正解者の中から、抽選で中日戦チケット（なおシーズン終盤になると孝介カレーなどの商品と切り替えられた）がプレゼント。ただし当選者の発表はない。

ガッツナイター YES･NOクイズ
- 2007年は随時出題だったが、2008年から通常時は2問、聴いて元気週間中は3問。中日戦以外でも出題されることがある。試合中に正解を寄せてもらうので、締め切りに注意が必要。2008年は選手会長荒木雅博直筆の「福の紙」と呼ばれるステッカーや、荒木がデザインし提供する3連キーホルダーがプレゼントされている〔2007年は井上一樹直筆のステッカー、ナゴヤドーム10周年記念タオルなどがプレゼントされていた〕。

山本昌投手 200勝への道
- 200勝を目指す山本昌投手を応援するべく、2008年から山本投手が登板する場合のみ実施・同年8月4日の達成日までおこなった。リスナーからの応援メッセージを受け付けたり、山本投手の過去のハイライト実況音を放送したりする。読まれなかった応援メッセージを含めて1つの冊子にし、同年12月12日に名古屋市内のホテルで開催された「ガッツナイター感謝の夕べ」で山本投手本人に手渡された。
  - 200勝を達成した週の同年8月9日の夜に200勝達成記念番組を放送した（後日再放送あり）。

ドラゴンズ選手への一問一答
- 2007年は立浪和義、2008年は荒木雅博、2009年は森野将彦、高橋聡文（2009年4月3日～5日）。2008年まではベースボールデスクが、その日の質問を選手に投げかけ、事前に録音された音声が放送されていたが、2009年からは選手個別の曲が流れてインタビューに入る。2007年の立浪時代はかつて立浪選手の登場曲に使用されていた、「翼の折れたエンジェル」や、新人時代の応援歌の元となった「ガラスの十代」等の曲がバックに流れている。2008年の荒木も同様にナゴヤドーム登場曲（「DANGER ZONE」）が使用されている。2009年の森野選手はブルーバード・高橋投手は犬飼俊久アナが歌った『唸れ!!快速球』（小松辰雄応援歌）の冒頭の部分を「聡文!」に代えて使用していた。立浪選手バージョンの2007年は主にナゴヤドームでの打席コールの場内音が使用されていたが、荒木選手の2008年は自身の盗塁成功のシーンの実況音が使用されている。2009年の森野選手は女性の声による『がんばれ、がんばれ森野!』の後、ブルーバードが放送されていた。

ミューズのささやき
- 2009年4月にSFのみで放送されている場合に不定期で実施されていた。ガッツだ!ドラゴンズから担当している女性の声で解説者に今日の見どころなどを投げかけ、解説者が質問に答えていた。

## オリジナルグッズ・プレゼント
- ガッツナイターステッカー（ガッツ君などのシール）
- 孝介あんかけ（2006年〜2007年。福留孝介プロデュースのあんかけスパ）
- 孝介カレー（福留プロデュースのレトルトカレー。2007年）
- 井上一樹直筆ステッカー（2007年）
- ガッツナイター特製福の紙（2008年。井上直筆の筆文字をステッカーのデザインに使用）
- 荒木雅博デザイン3連キーホルダー（2008年。ガッツナイターオリジナルではない）
- ガッツナイター福袋（2009年〜）
- ガッツナイター特製森野将彦・定額給付券（2009年4月10日〜。福の紙に続くオリジナルステッカー。森野自らが出演するCMも中継中に放送されている）
- 富山産コシヒカリ（ホームランプレゼントとして、中日選手が1本打つごとに実施される。2008年～2009年のヤマトライススポンサー曜日時）
- キリンビール提供商品（ホームランプレゼントとして、中日選手が1本打つごとに実施される。2009年からキリンビールスポンサー曜日時）

## 冠試合
- 1962年から「東海ラジオ杯争奪定期戦」として当時の中日球場をはじめ東海3県の各球場で年1回冠試合を実施していた。その後一度は中断したが（終了年月日不明）、 2004年から再び豊橋市民球場で「（西暦年）東海ラジオ ガッツナイター プロ野球 セ･リーグ公式戦（2007年はプロ野球セ･パ交流戦として東北楽天ゴールデンイーグルス戦）」として毎年1試合公式戦を開催している。

2005年4月13日には当番組の放送30周年記念特別興行として中日vs広島が開催されたほか、2009年4月28日にはSF開局50周年記念特別興行として中日vs東京ヤクルトスワローズ戦が開催されている。
2013年はサークルKサンクスが冠スポンサーに付き「サークルKサンクス PRESENTS 東海ラジオ ガッツナイター 2013セ･リーグ公式戦 中日ドラゴンズ vs 広島東洋カープ」というタイトルとなった。
バックネット裏など（2008年はバックネット裏に看板が設置されず、外野の広告掲示エリアに『現在使用されている東海ラジオのロゴ＋東海ラジオ』に切り替えられた）に番組ロゴが描かれた看板が掲示されるほか、社旗も球団旗などとともに掲げられている。
なお過去の設立経緯により、この豊橋での東海ラジオ主催による中日主催公式戦は、曜日に関係なく東海テレビ放送が制作・放送を担当する。
オープン戦だと東海テレビ放送やCBCがナゴヤドームでの協賛試合を開催しているが、中日主催試合の公式戦で在名放送局の冠試合は現在はSFのみである。

## CM
- 毎年多くの地元企業・大手有名企業がスポンサーとして名を連ね、CMを放送する（基本的にNRN系列で提供している共通スポンサーが多いが、一部の大手有名企業は提供していないスポンサーもある）。
  - デーゲーム中継の延長等でガッツナイター最前線にずれ込む場合、CMのみ流す。
  - シーズンを通じてのスポンサーではないものの、ダイニチ食品、コニックス、ラウンドアップ マックスロード、アコム（〜2007年）、森永乳業（〜2007年）、ロプロ（〜2007年）等のCMが放送されることがある（但し、スポンサー読みで紹介されることがほとんどないことが多い）。
  - 2000年代以降はガッツナイター限定の中日選手が出演するCMが放送されており、アーレックスに出演していたアレックス・オチョア（発音が同じ）・福留孝介（アレックスが退団した2007年はアレックスのモノマネを披露。メナード青山リゾートにも出演）などや、2008年に放送された浜乙女のお茶漬けの中村紀洋（海苔=ノリつながり）、JAあいち豊田の山崎武司、荒木雅博（2008年はアントキの猪木が出演していた）があった。
- ガッツナイタースペシャル（主に土曜日･日曜日のデーゲーム）では、土日のナイターの一部スポンサーがデーゲームのスポンサーに加わる。
- 中日の開幕戦（但し年によっては第1戦目のみの場合もある）のスポンサーとして、キリンビールが筆頭スポンサーとして名を連ねることが多く、ドラゴンズファンが集まる中華料理店として有名な「ピカイチ」にリポーターを派遣して店内の熱気やキリンビールの宣伝をする企画がある。そのためか、CBCラジオはアサヒビールとのタイアップ企画を開催することが多い。
- CBCと比べて土日のスポンサー数が少ない傾向がある。